# 新田圍邨

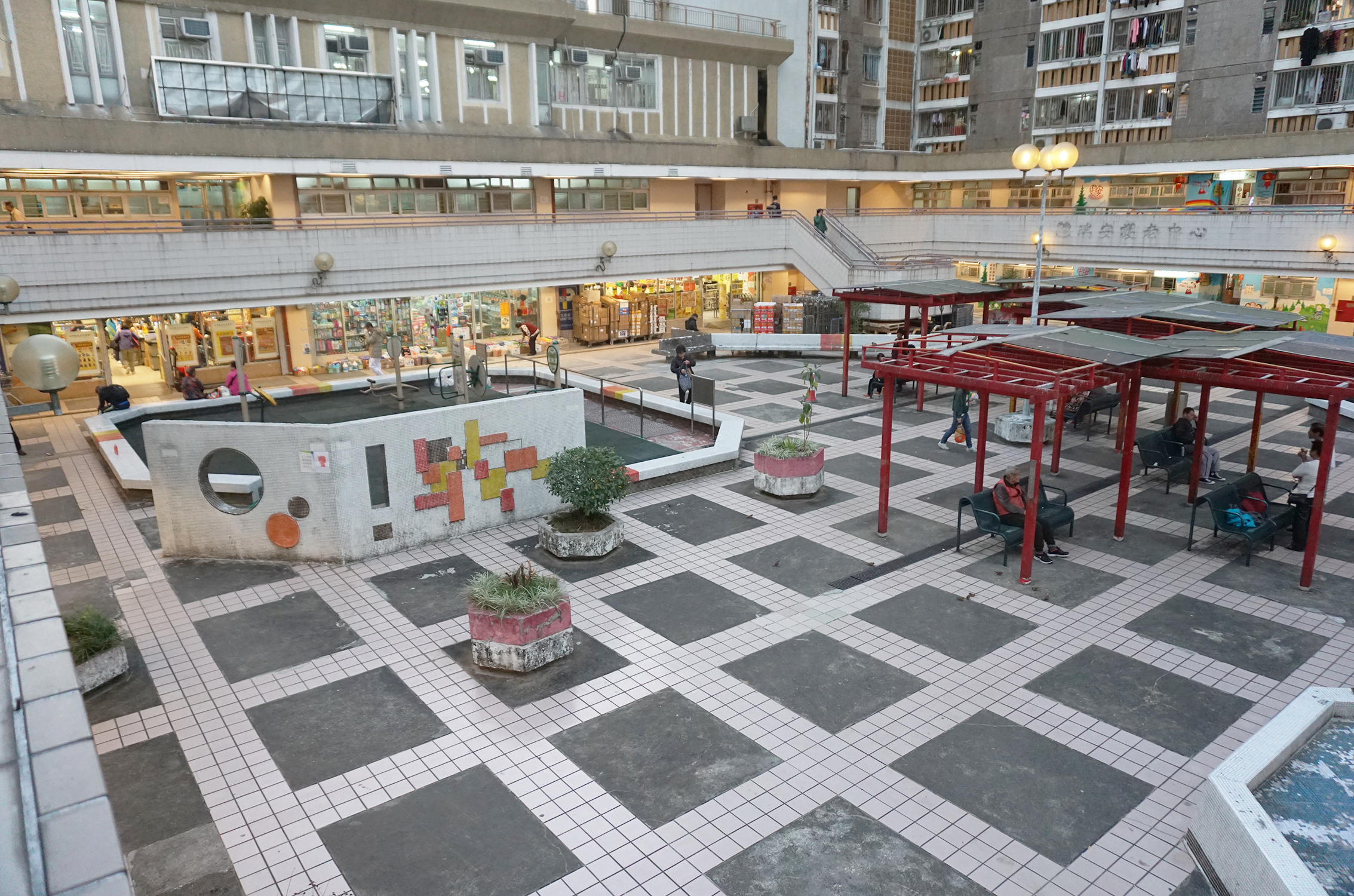
商場4樓設藥房、百佳超級市場和護老中心。而平台設有卵石路步行徑，不過已於2019年拆卸，之後領展賣盤後一直未有動工

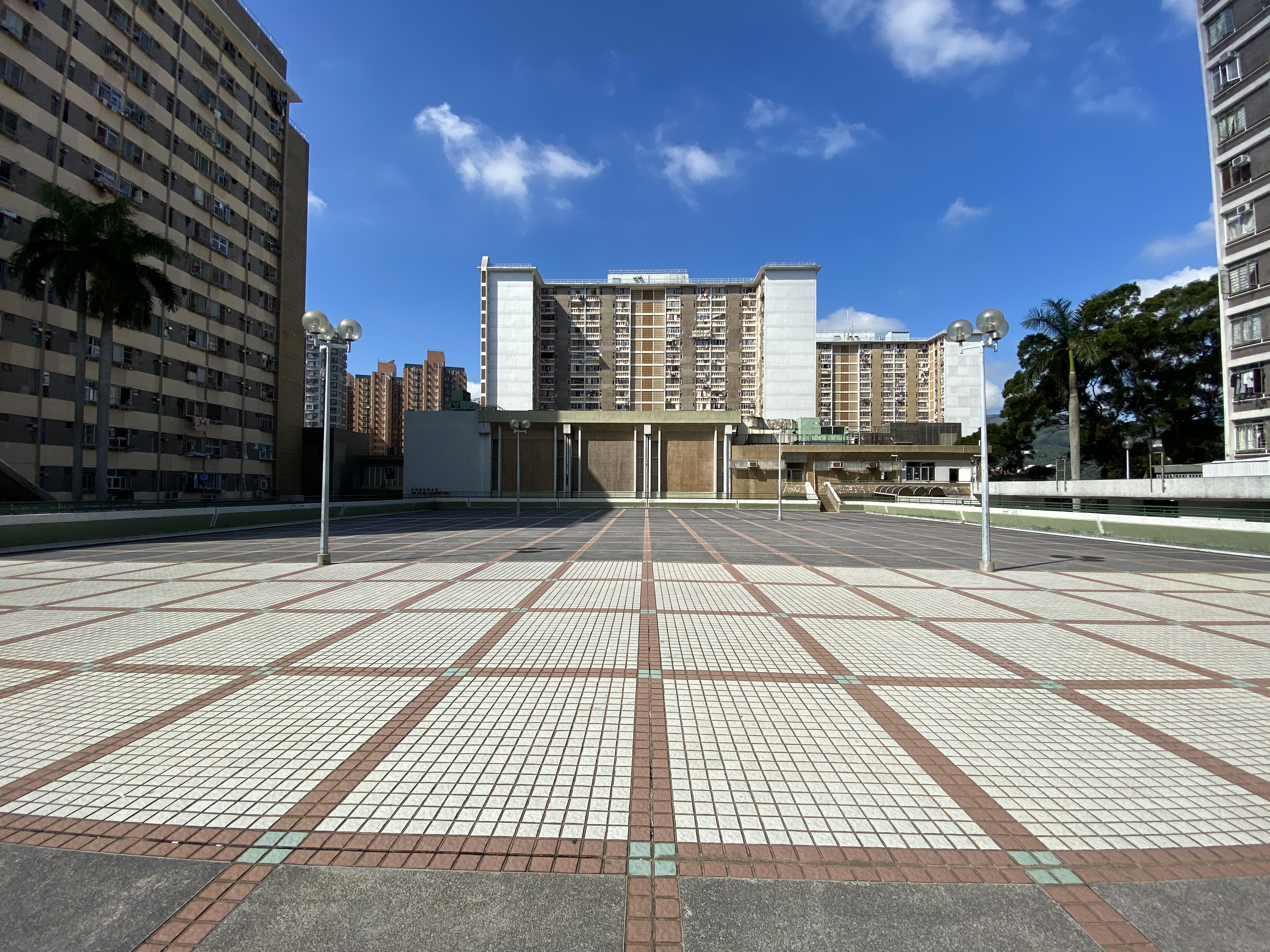
新田圍社區會堂外的平台

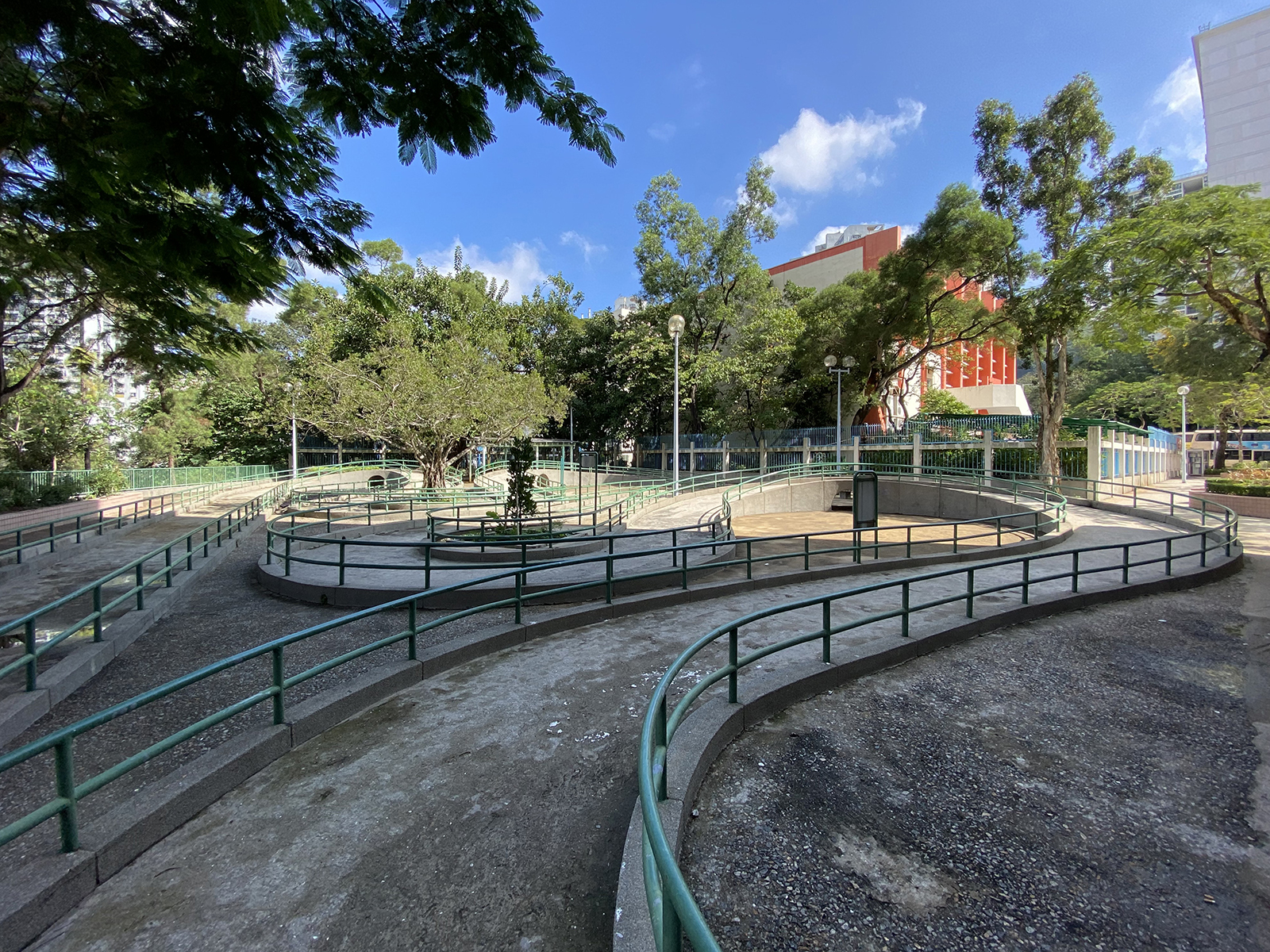
滾軸溜冰場

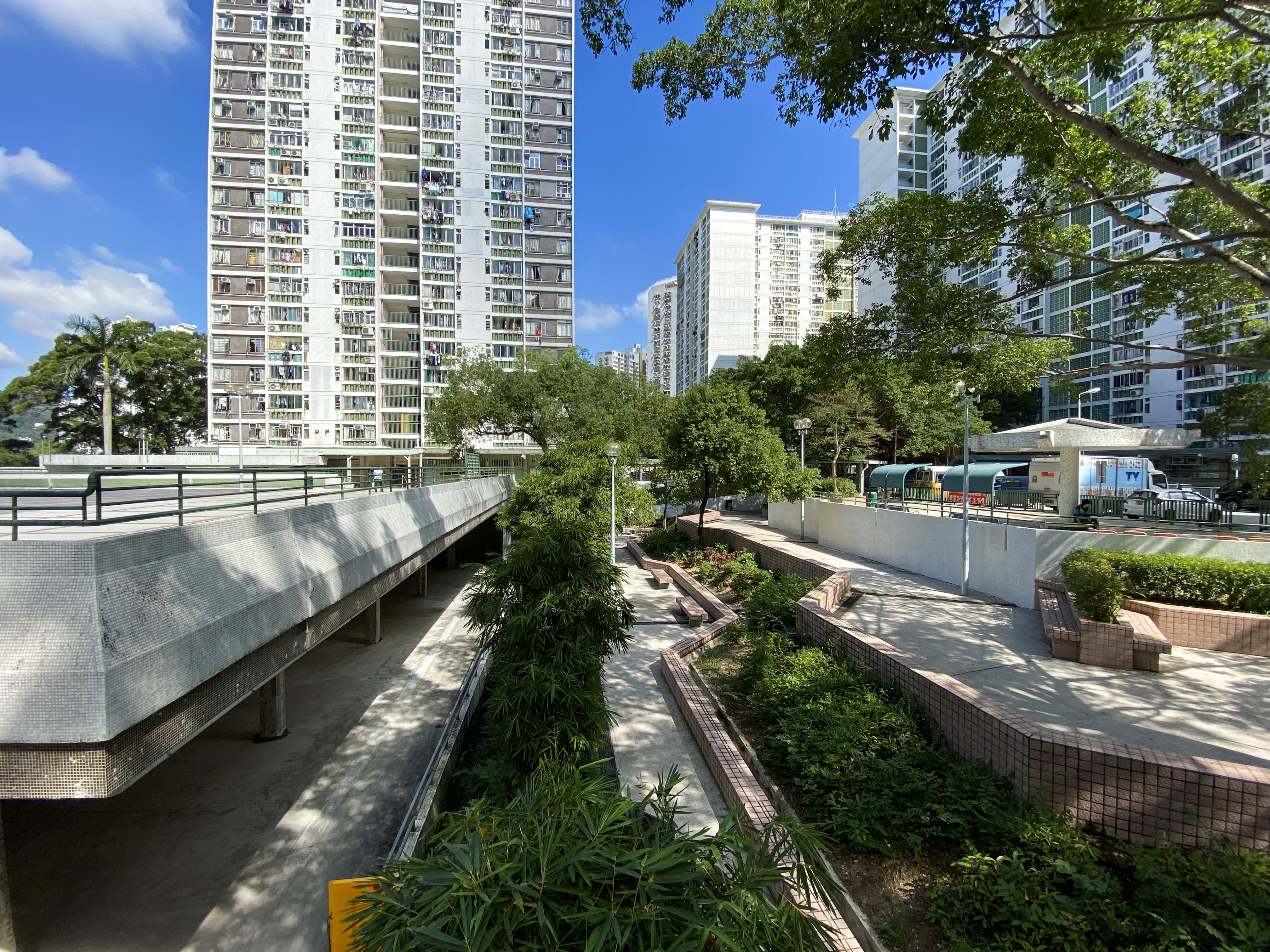
街市對出的花園

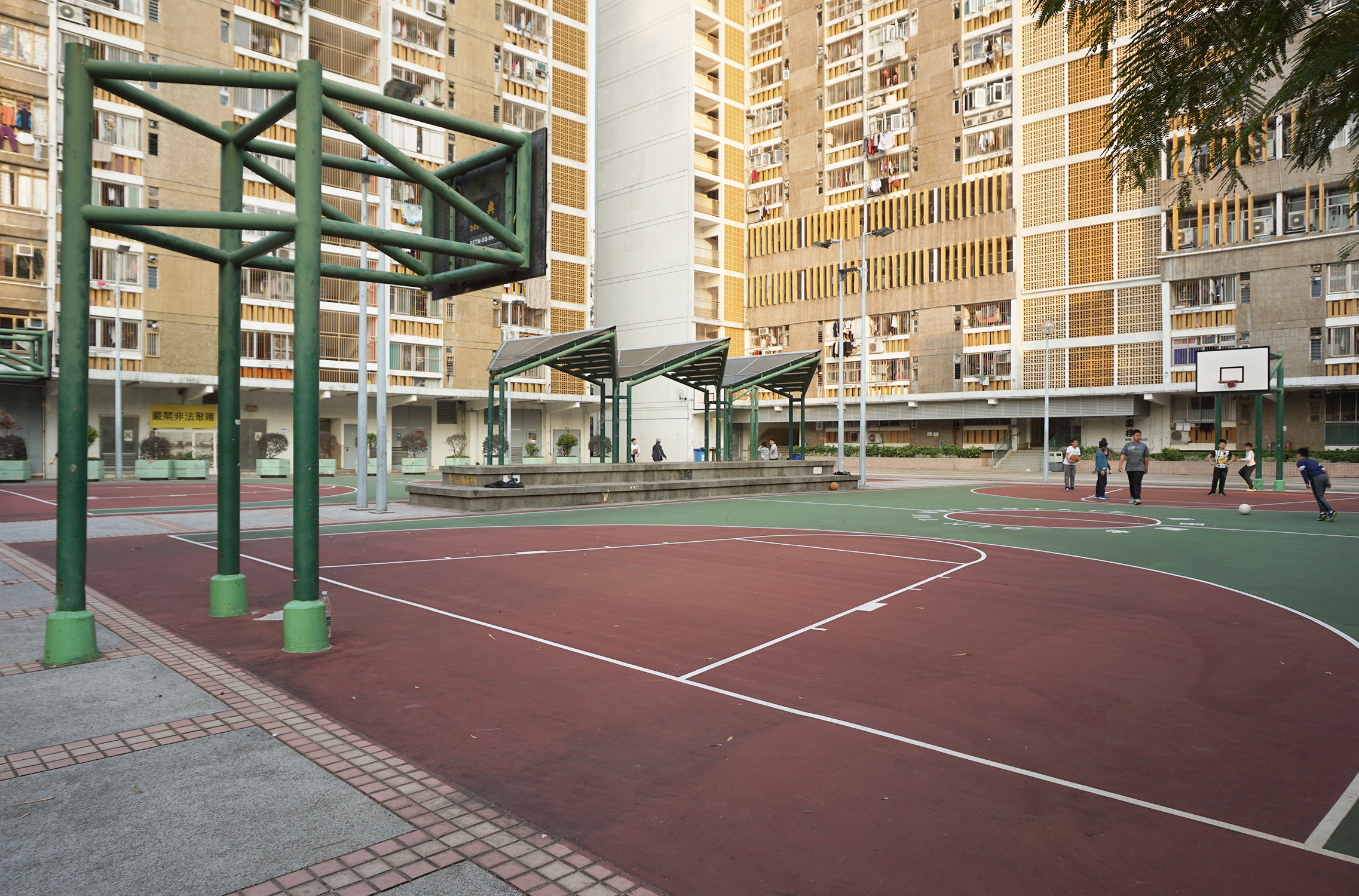
籃球場

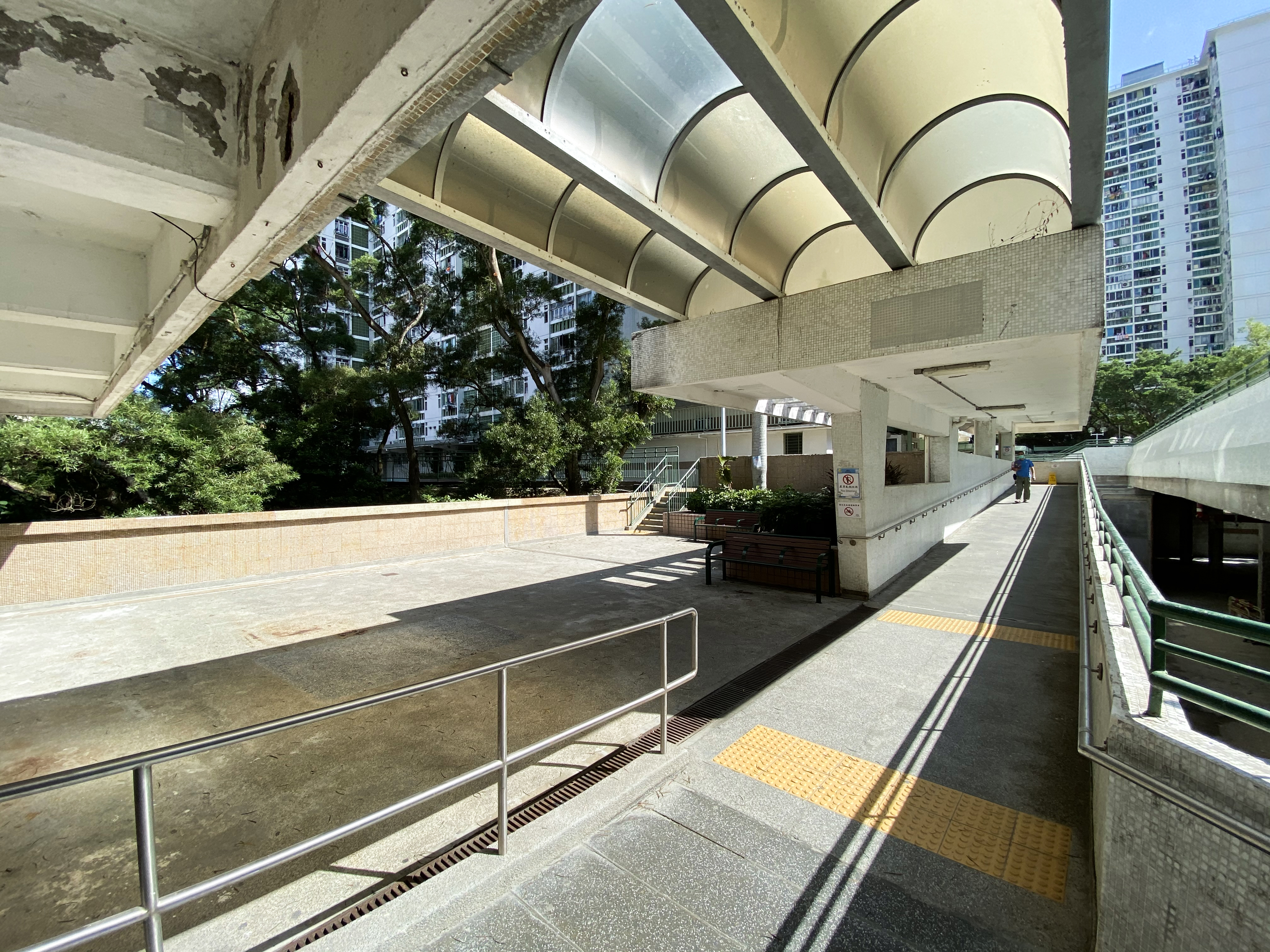
水泥有蓋行人通道

新田圍邨（英語：Sun Tin Wai Estate）是香港的一個公共屋邨，位於香港沙田秦石邨以南的山上，但已列入擴展市區配屋區內。

## 概要
新田圍邨共有8座住宅大廈，於1981年至1982年間落成，為沙田區第四個公共屋邨，亦是深水埗李鄭屋邨第一批重建樓宇的接收屋邨之一。
該邨區議員自1985年至2021年，36年來一直是教協「元老」的民主黨黨員程張迎，直至程張迎於2021年7月8日請辭，區議員議席懸空。
2024年1月1日起，該邨為沙田南選區，區議員為工聯會古偉冰、新民黨/公民力量林宇星，但以工聯會陳善明（委任區議員）在該邨最為活躍。程張迎在該邨多年的區議員角色，已大致由陳善明取代。

## 屋邨資料

### 樓宇
屋邨以I字型及舊長型樓宇為主，內部沒有固定間格，部份「I」型大廈尾部單位則預設窗戶供住戶間房；另外本邨採舊十字型（公屋設計）設計的裕圍樓，是全港唯一沒有轉作居屋發售及唯一採用單幢式設計的同款樓宇（同期興建的同款大廈已於1980年內悉數改作居屋出售）。
而樓宇名稱均以繁榮昌盛和快樂為意念，分別為豐、盛、富、裕、福、康、榮和欣配以「圍」字命名。
| 樓宇名稱（座號） | 樓宇類型                     | 落成年份 | 樓宇層數 （住宅層數） | 每層伙數 | 每座單位總數（伙） | 首次安裝的升降機型號 | 現時採用的升降機廠商及型號 | 建築師       | 承建商           | 期數 |
| ---------------- | ---------------------------- | -------- | --------------------- | -------- | ------------------ | -------------------- | -------------------------- | ------------ | ---------------- | ---- |
| 豐圍樓（第1座）  | 單座「Ⅰ」型                  | 1981年   | 21（20）              | 28       | 560                | 三菱電機 ACR         | 三菱電機 ELEMOTION         | 房屋署建築師 | 新昌營造         | 1    |
| 盛圍樓（第2座）  | 單座「Ⅰ」型                  | 1981年   | 21（20）              | 28       | 560                | 三菱電機 ACR         | 三菱電機 ELEMOTION         | 房屋署建築師 | 新昌營造         | 1    |
| 富圍樓（第3座）  | 單座「Ⅰ」型                  | 1981年   | 21（20）              | 28       | 560                | 三菱電機 ACR         | 三菱電機 ELEMOTION         | 房屋署建築師 | 新昌營造         | 1    |
| 榮圍樓（第7座）  | 單座「Ⅰ」型                  | 1981年   | 21（20）              | 28       | 560                | 快高靈 （Falconi）   | 三菱電機 NexWay            | 房屋署建築師 | 有成建築有限公司 | 2    |
| 欣圍樓（第8座）  | 單座「Ⅰ」型                  | 1981年   | 21（20）              | 28       | 560                | 快高靈 （Falconi）   | 三菱電機 NexWay            | 房屋署建築師 | 有成建築有限公司 | 2    |
| 裕圍樓（第4座）  | 舊十字型 （第二款公屋）      | 1981年   | 18（19）              | 8        | 147                | 三菱電機 ACR         | 三菱電機 ELEMOTION         | 房屋署建築師 | 新昌營造         | 4    |
| 康圍樓（第5座）  | 舊長型 （中央走廊式，連接F） | 1982年   | 19（18）              | 20       | 360                | 快高靈 （Falconi）   | 三菱電機 NexWay            | 房屋署建築師 | 有成建築有限公司 | 3    |
| 福圍樓（第6座）  | 舊長型 （中央走廊式，連接F） | 1982年   | 19（18）              | 20       | 360                | 快高靈 （Falconi）   | 三菱電機 NexWay            | 房屋署建築師 | 有成建築有限公司 | 3    |

（註：上述座號是以房屋署Estate Property的記錄為依歸。）
另外，商場及停車場由屋邨入伙至今都是採用快高靈（Falconi）的升降機產品

### 設施

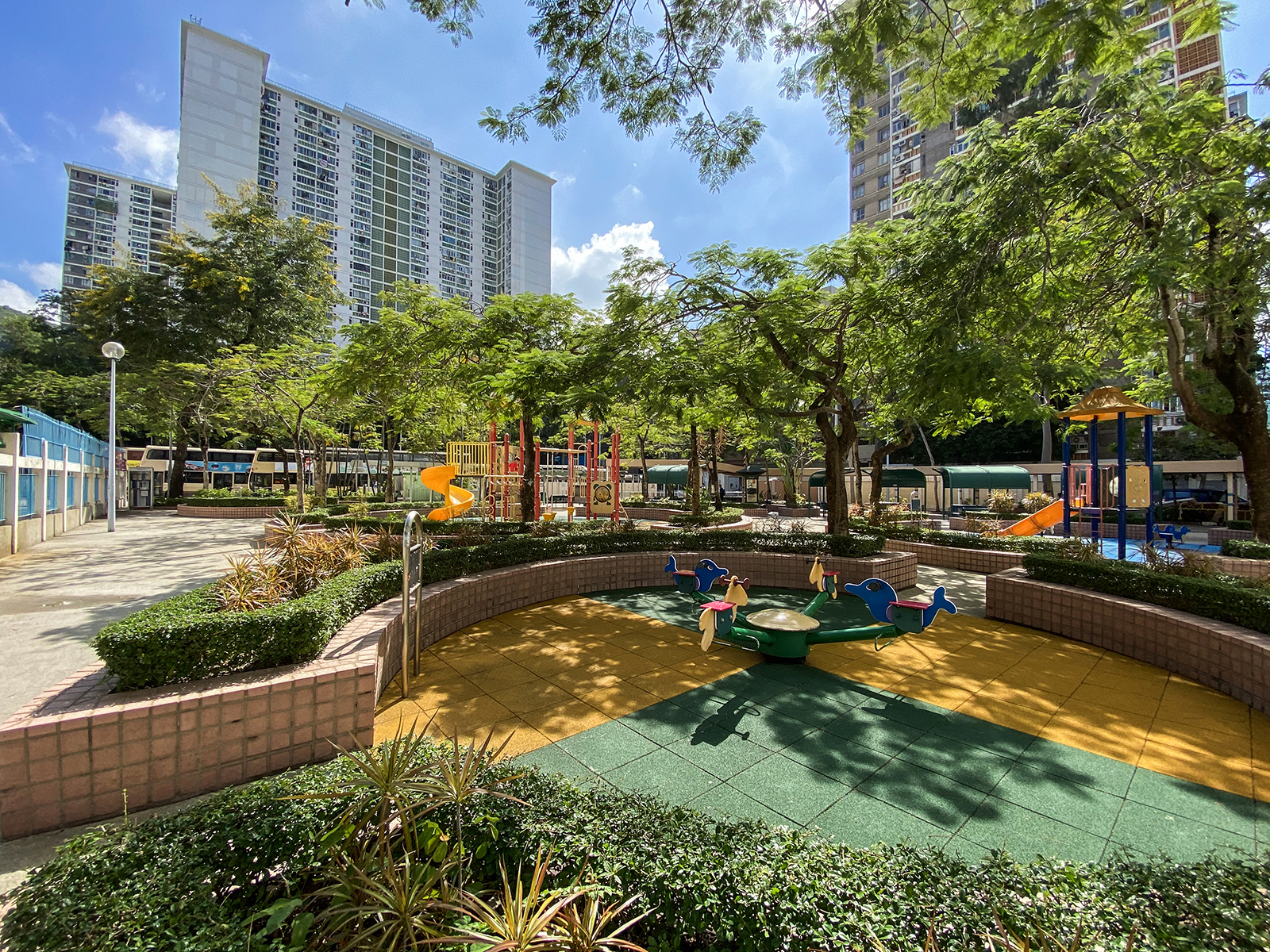
欣圍樓對出的兒童遊樂場

屋邨設兩個籃球場、兩個羽毛球場、3個兒童遊樂場、滾軸溜冰場和健體區。商場平台設新田圍社區會堂。而地面設多間長者之家和日間護理中心。

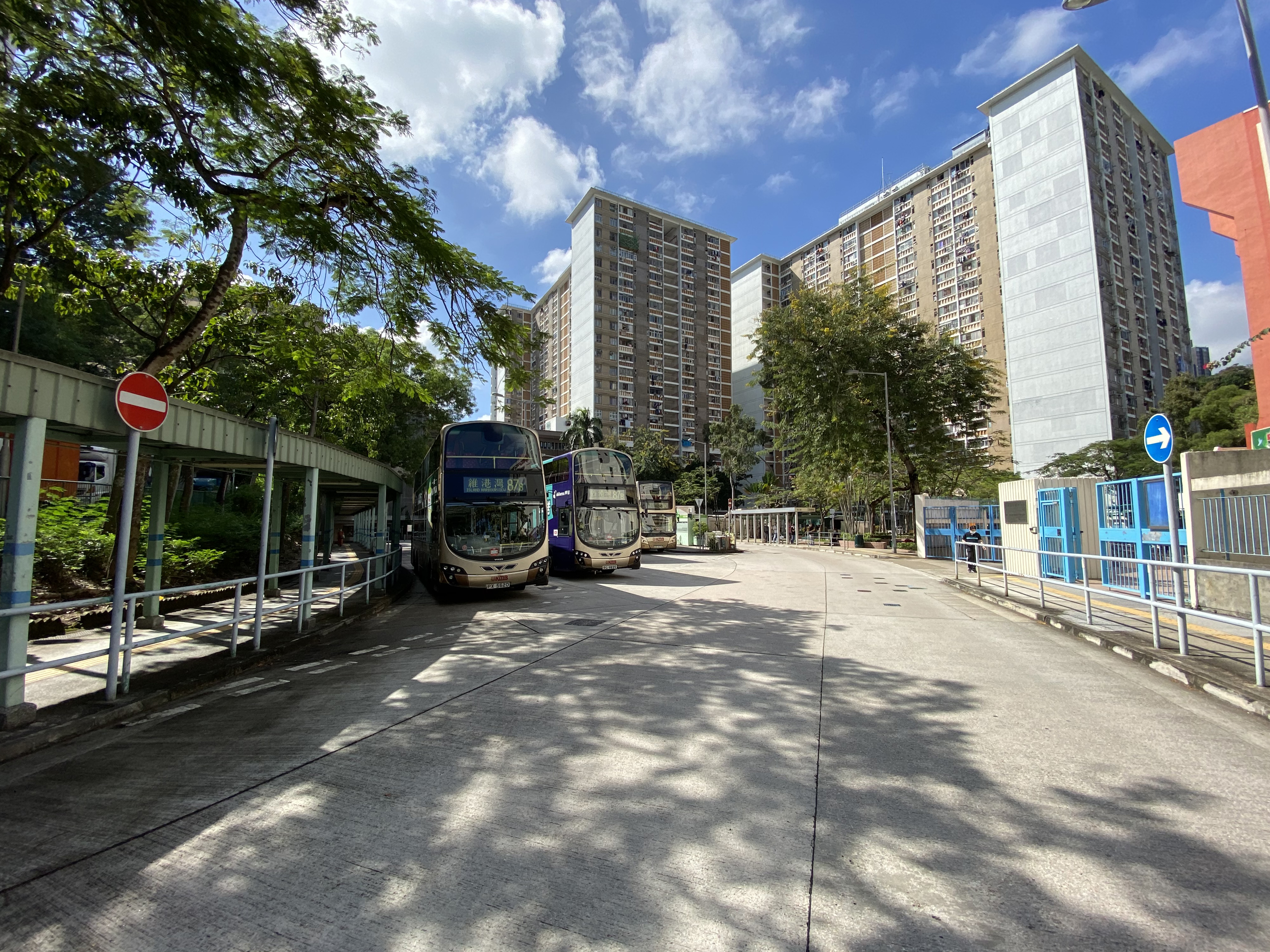
榮圍樓（左）及欣圍樓（右）
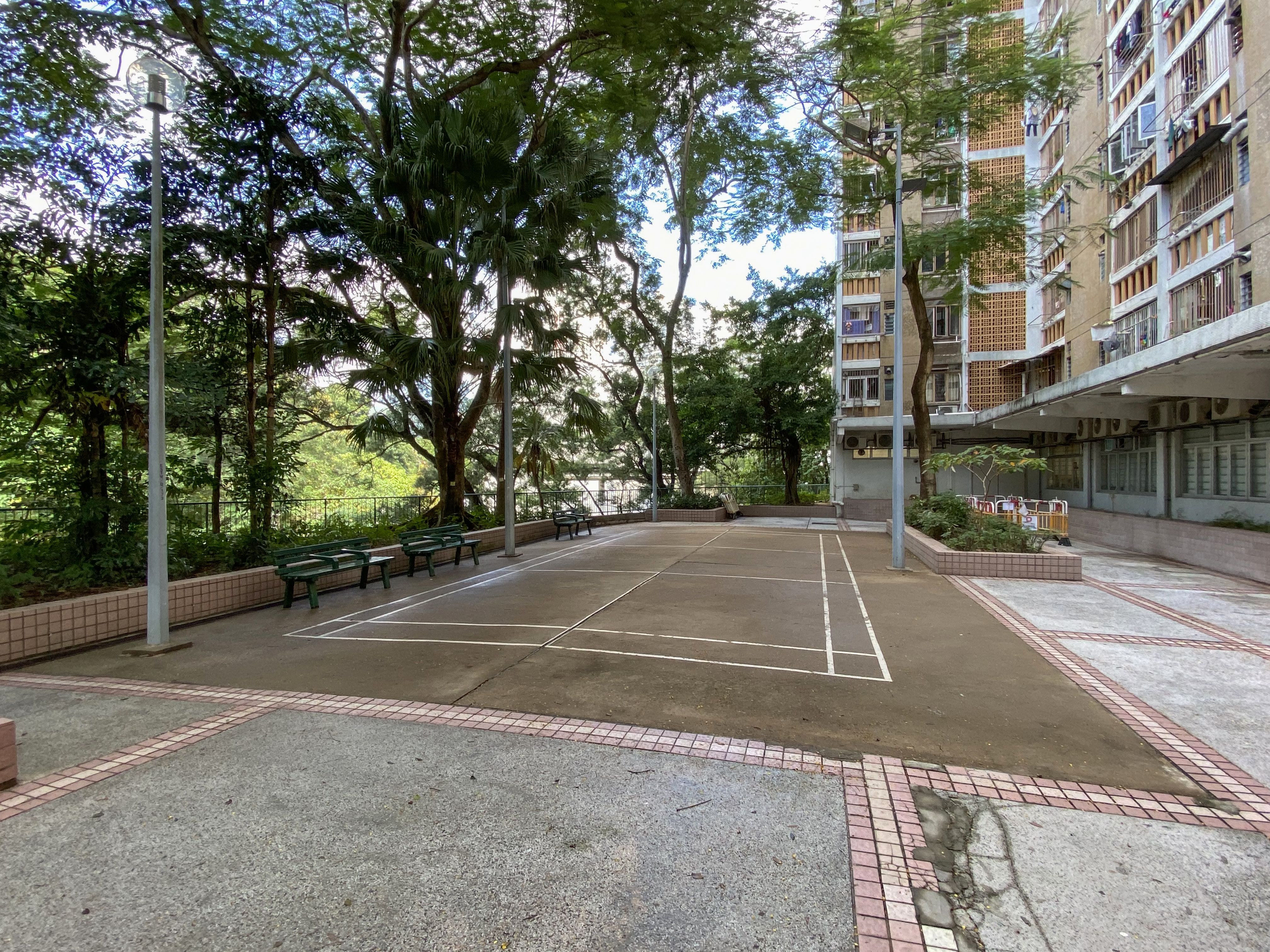
羽毛球場
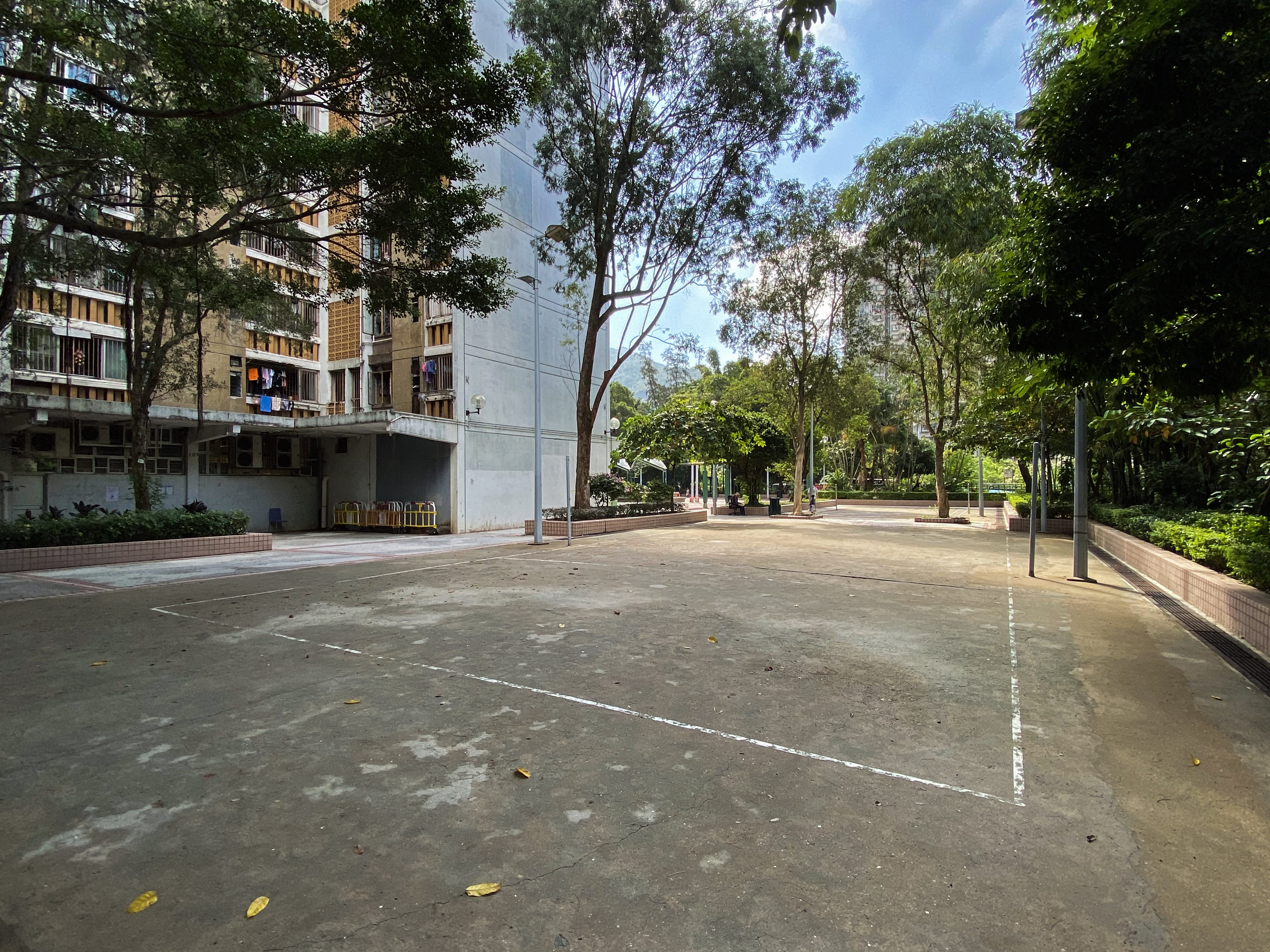
排球場
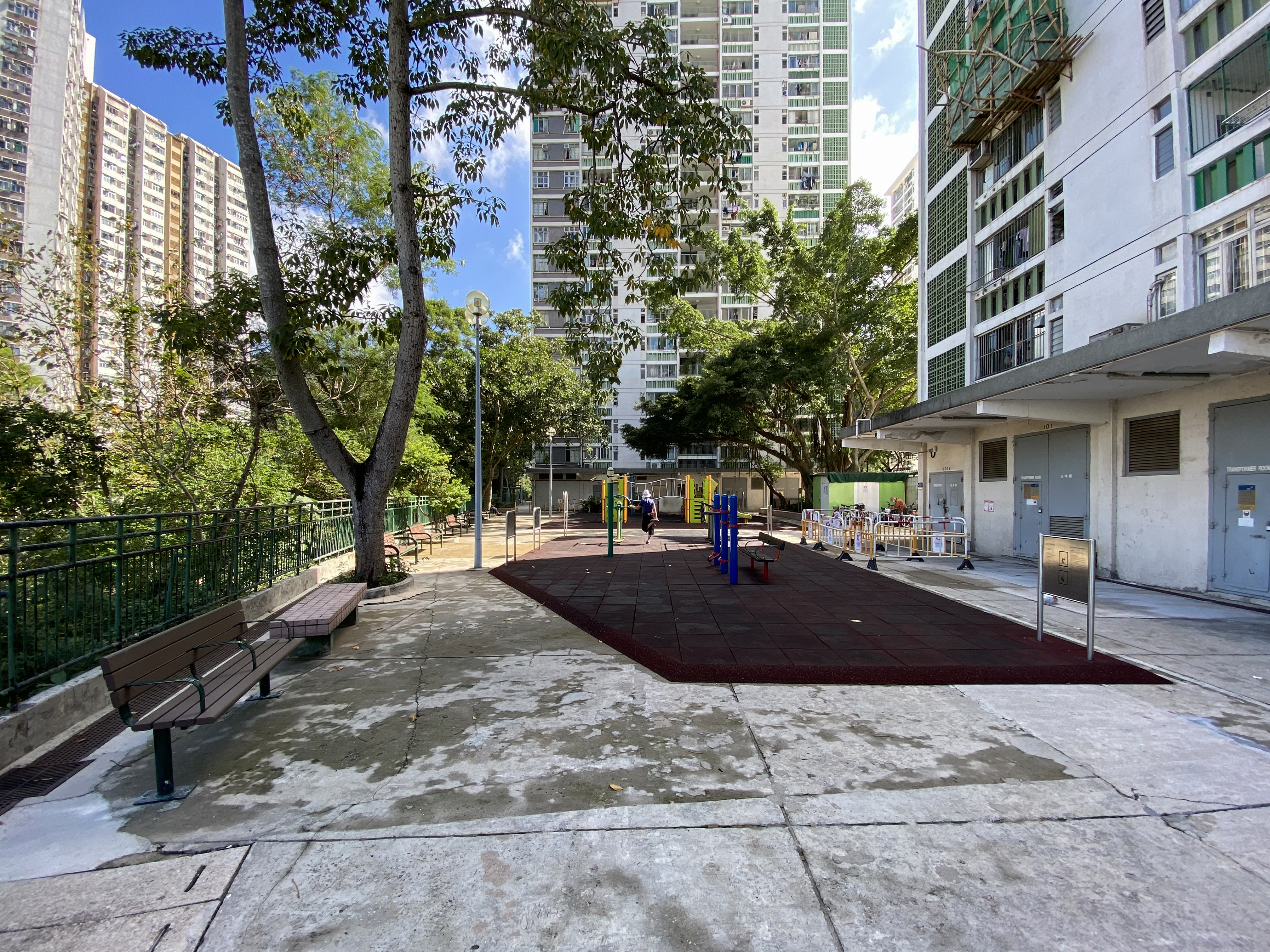
豐圍樓對出的健體區和兒童遊樂場
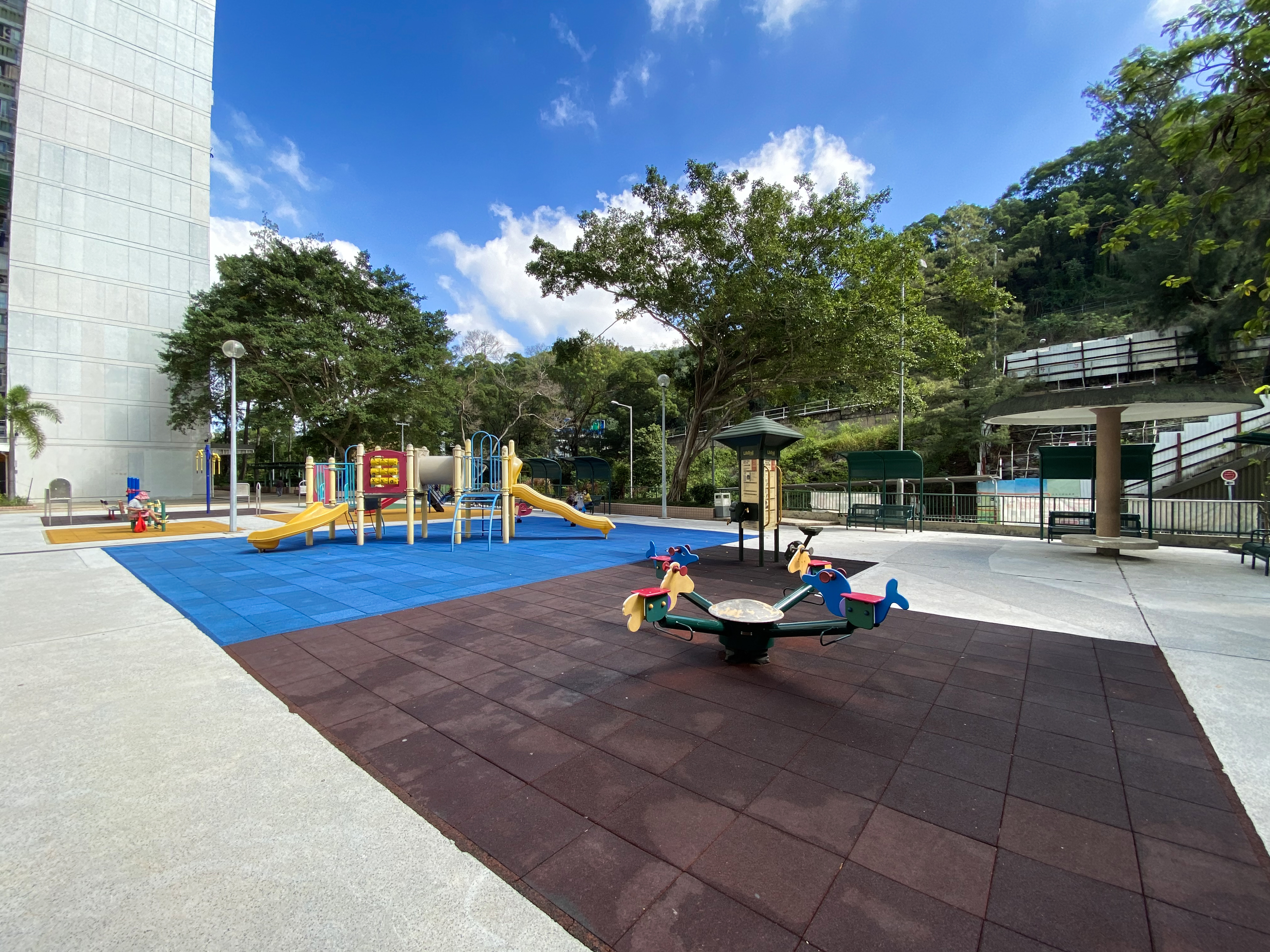
富圍樓對出的健體區、滑梯及坐立式團團轉
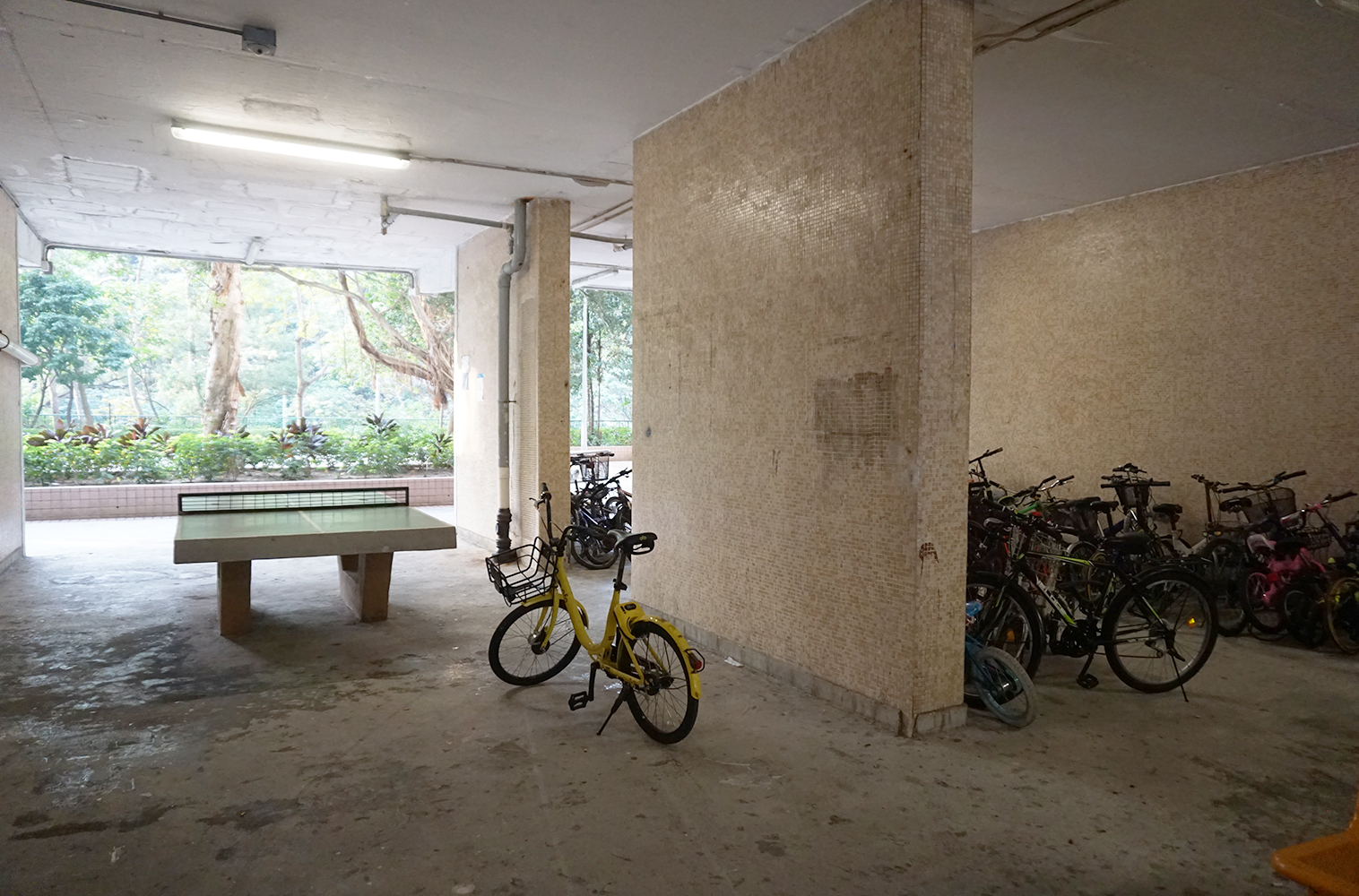
乒乓球桌及單車停泊處
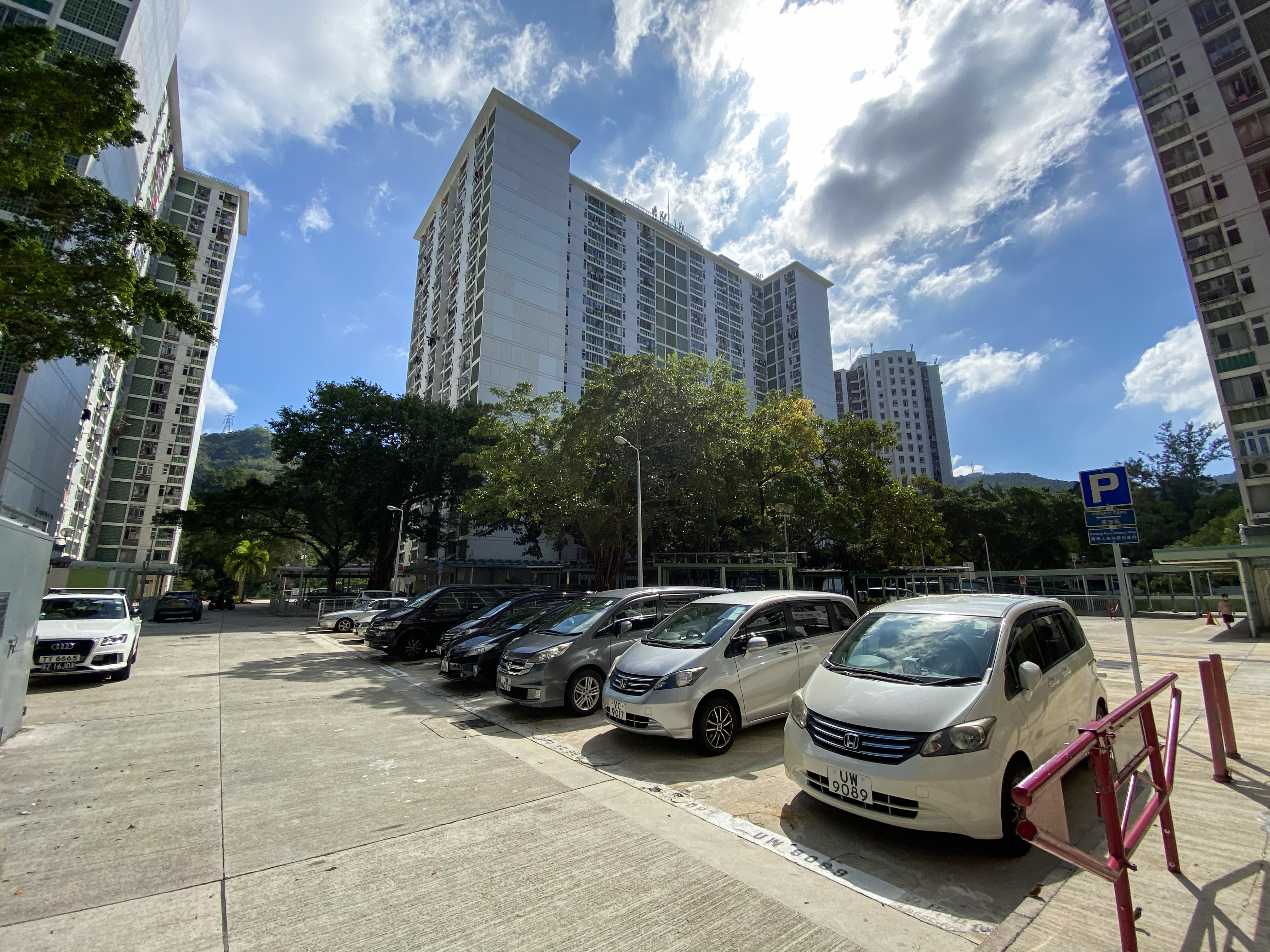
露天停車場
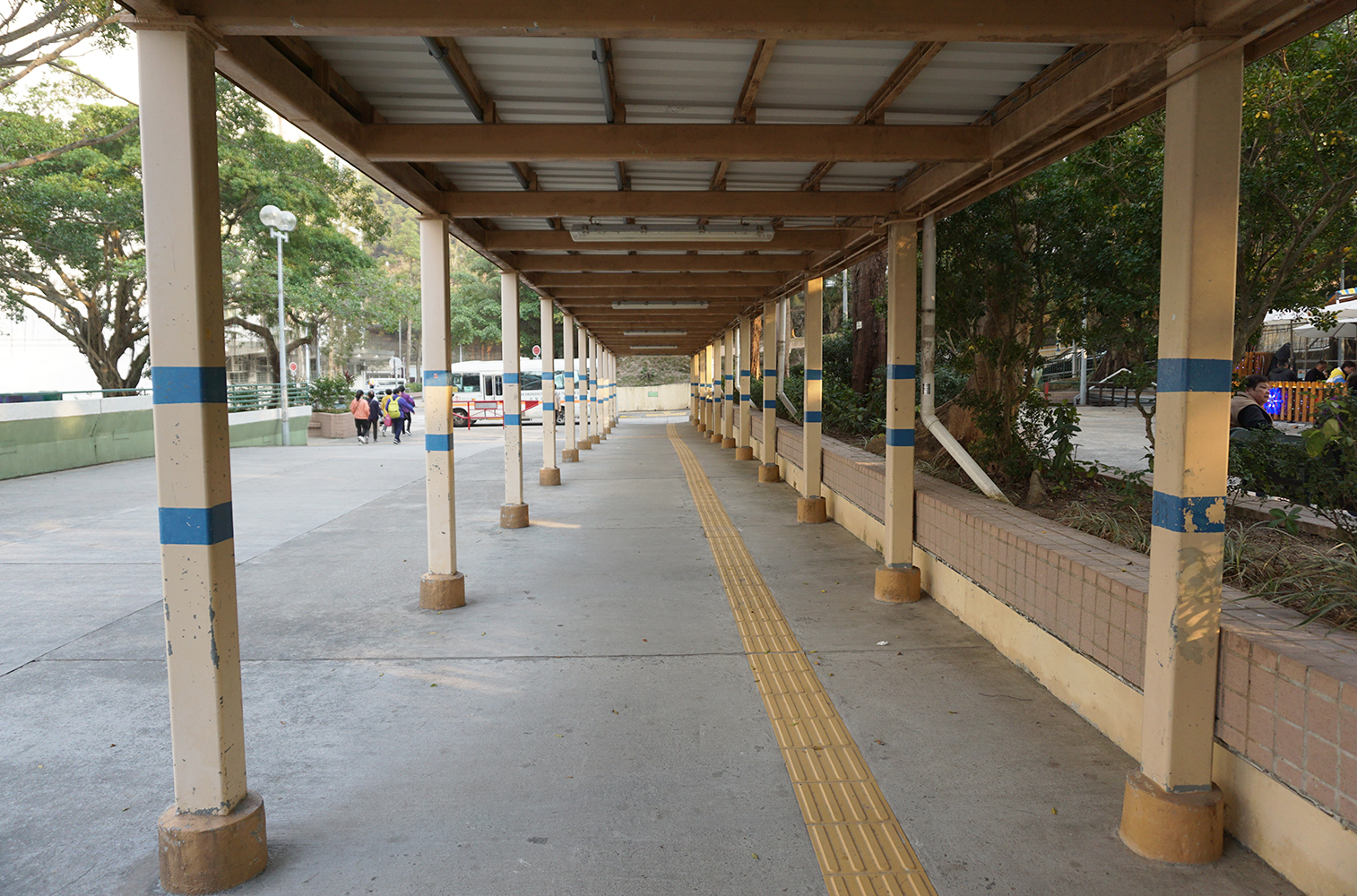
鋅鐵有蓋行人通道

#### 商場及街市

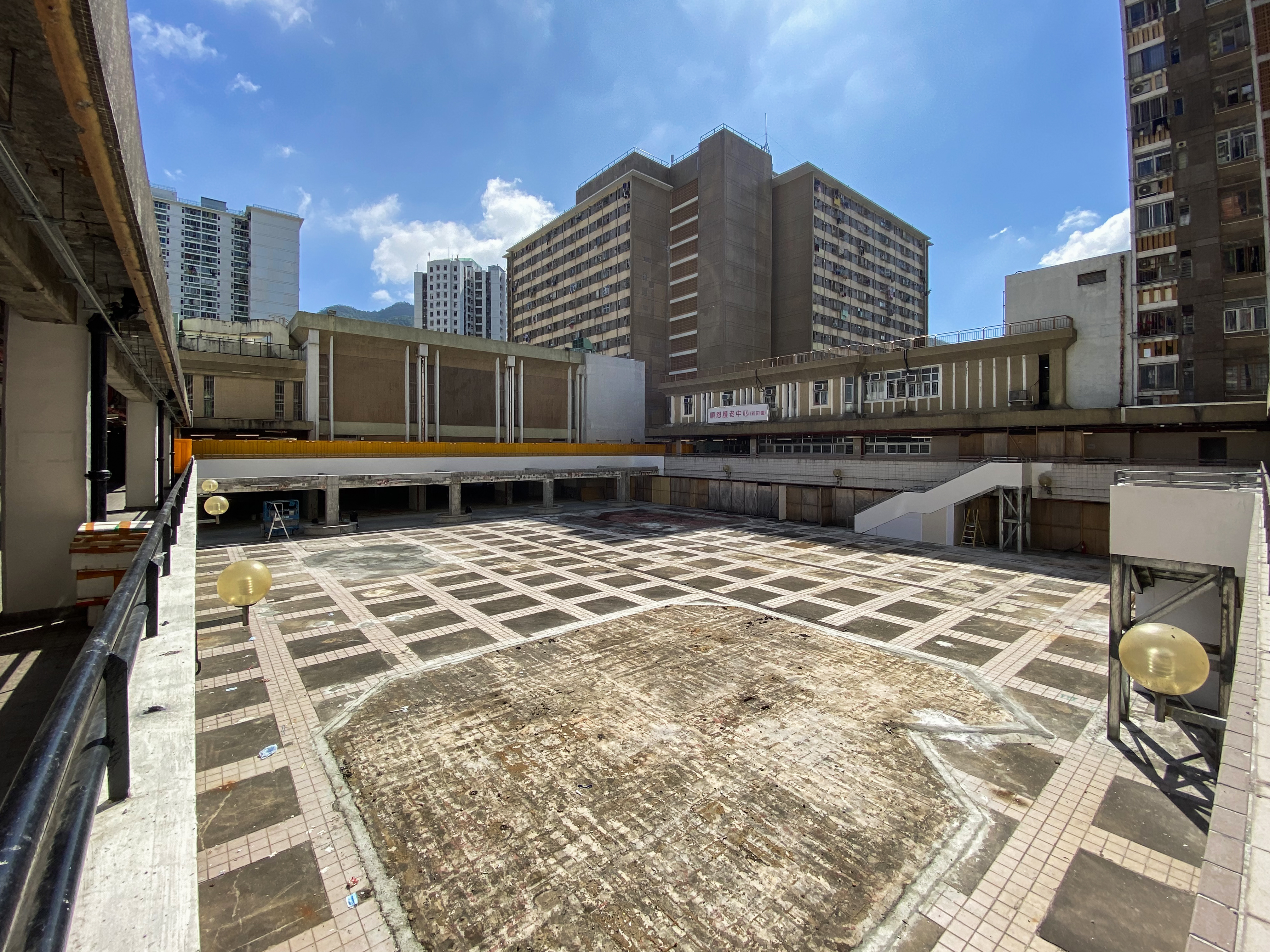
領展賣盤後，廣場在2019年中開始清拆，至今改建成籃球場，但仍未予開放任何人士使用，發展方向未明

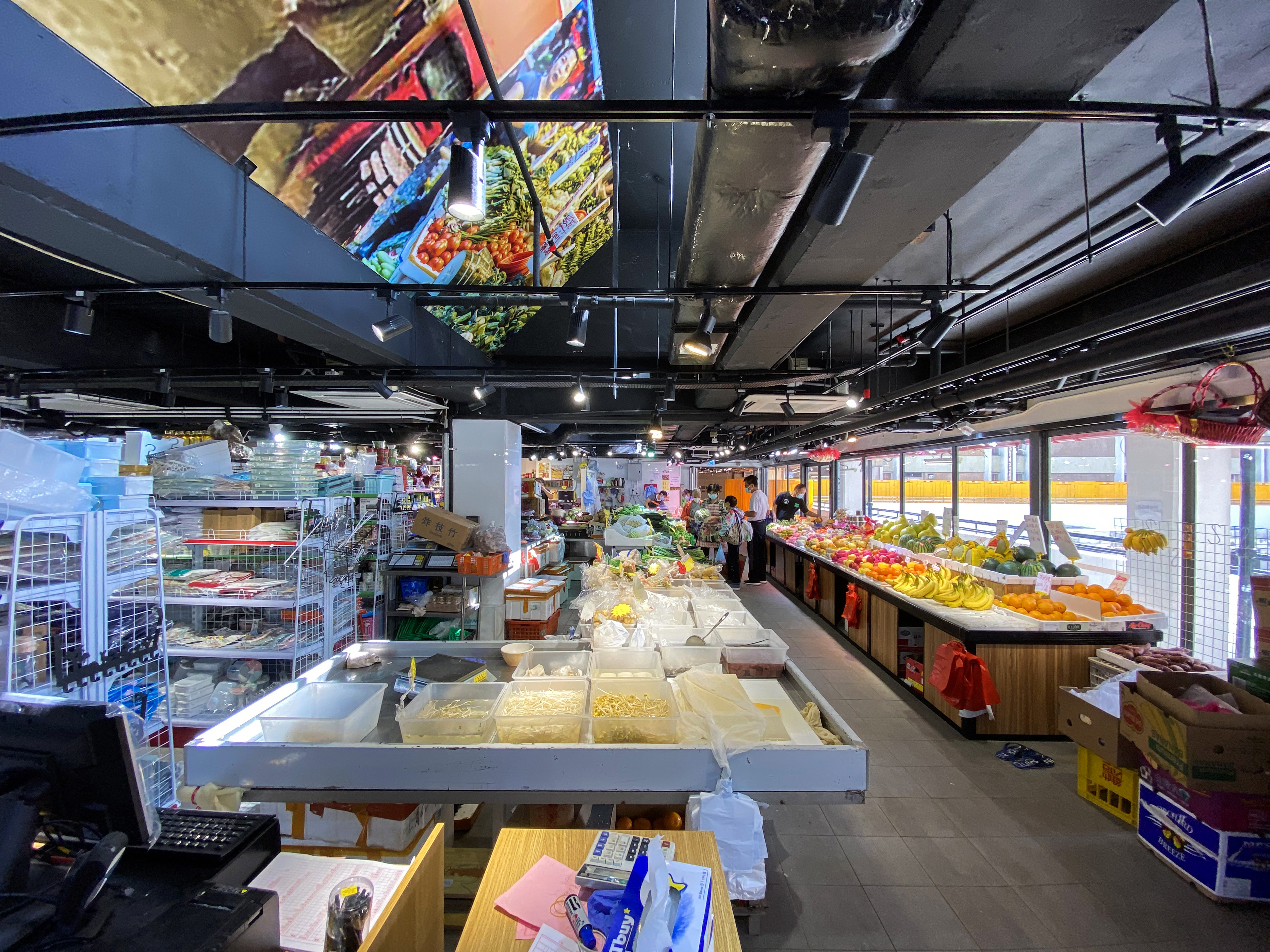
5樓「生活鮮」迷你街市

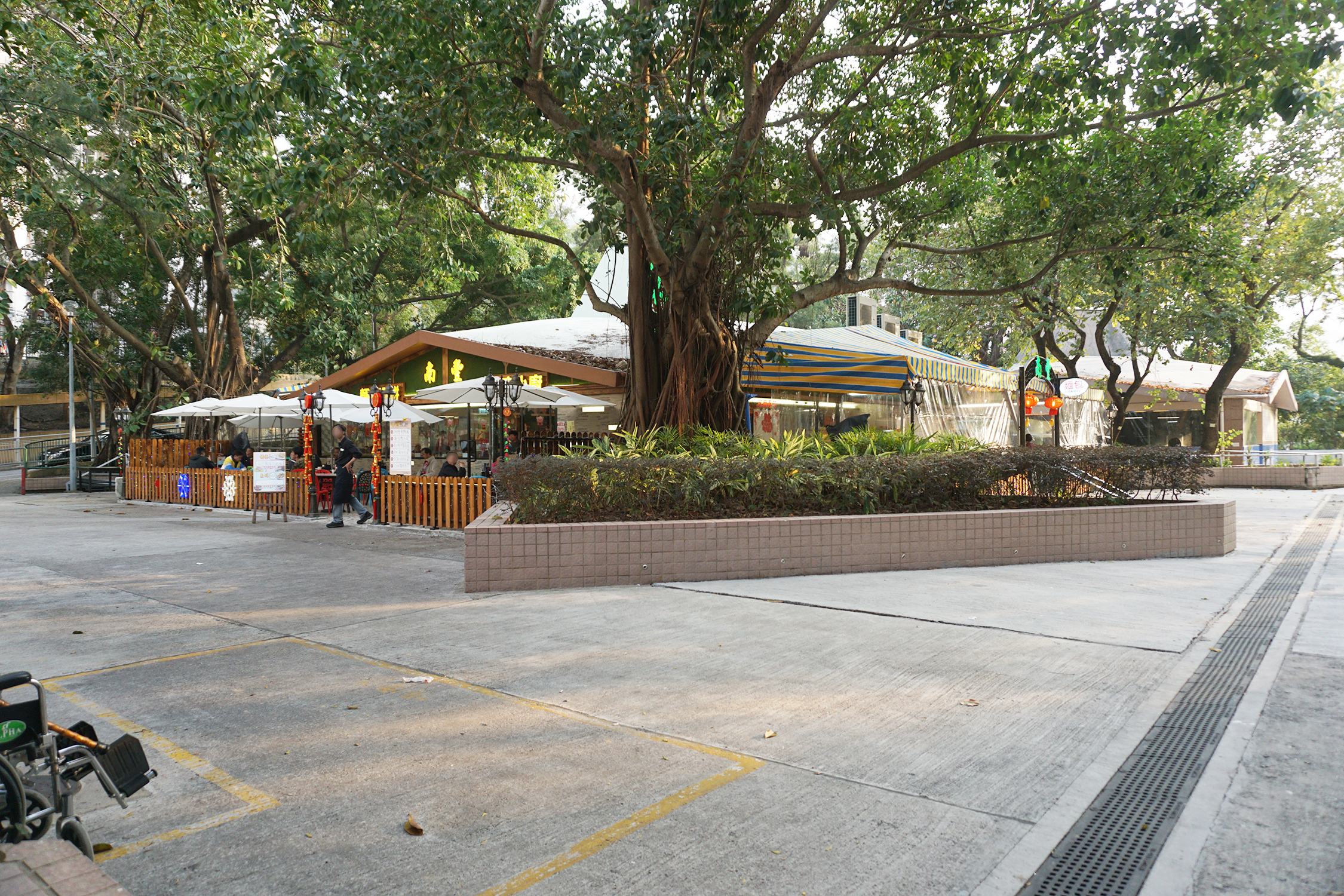
冬菇亭茶餐廳

邨內有一個兩層商場及一層街市，全盛時期，商場開設了不少民生商店，例如百佳超級市場、大家樂、美心西餅、大昌食品市場、阿波羅、匯豐銀行、酒樓、文具店、攝影店、精品店、電影租賃店等。約1990年代後期，商戶開始大量結業。2005年，商場及街市被售予領匯房地產信託基金（領展前身）。當時不少舖位已空置多年，部份更改裝成安老院舍，人流稀少，顯得非常蕭條。街市共有120個攤檔，但空置率高達80%。因此領展索性將街市25%地方改作迷你貨倉出租，每個貨倉面積約50平方呎，平均月租約600元，主要租予該街市攤檔和商戶。
此邨的商場及街市商戶數量及種類，遠較其它沙田區內公共屋邨為少，由於該邨位置偏僻，居民要到鄰近商場，也要步行約10至15分鐘的僻靜長命斜山路或約70級樓梯，到秦石邨或新翠邨，非常不便。報章已多次報導有關問題，但問題不單毫無改善，且持續惡化。
2016年底，領展把此邨的商場及街市轉售予中資佛山順聯集團子公司傑爵有限公司。傑爵接手後，情況變本加厲，陸續有民生商戶被逼結業，街市衞生環境每況愈下，出現嚴重鼠患、公廁淤塞及排洩物滿瀉，且街市商戶全數不獲續約，約2017年底全數結業，其後街市連同鄰近的商場4樓及休憩空間，一併關閉及拆卸。同時商場僅有的商戶，個別亦不獲續約。
2019年4月，曾一度連百佳超級市場也因大幅加租而擬結業，時任當區區議員程張迎發起居民舉行集會，抗議商場業主逼走百佳超市，終成功爭取百佳繼續營業。但其後商場開始進行翻新工程，商場業主以圍板圍封商場，並清拆4樓的休憩空間，部分通道和升降機一直封閉，洗手間亦不時會無故關閉，使得商場儼如「死城」。程張迎指業主遲遲無公佈工程內容及相關舖位的發展用途，方向及用途未明，並指業主擅自進行改建，改動前也無諮詢居民意見，認為做法將居民蒙在鼓裏，並不恰當。
2020年9月20日，商場5樓前身為茶餐廳的舖位，改裝成佔地約3500方呎的迷你街市開業，命名為「生活。鮮」。
2022年5月18日，商場的翻新工程已進行3年，仍未完成，多名居民前往順聯控股（香港）有限公司位於銅鑼灣的辦公室請願，要求業主作出改善。
2025年2月，百佳超級市場再度因大幅加租而擬結業，經時任區議員陳善明與百佳及商場業主斡旋，終再成功爭取百佳繼續營業。
至今（2025年），街市連同鄰近的商場4樓及休憩空間翻新工程，已進行長達逾6年，僅休憩空間已改建成籃球場並有限度開放，其他部份的翻新工程則仍未完成，同時商場4樓的升降機仍然局部封閉，預計完工日期、未來發展方向及用途仍未明。
現時商場（包括毗鄰商場的康圍樓5、6樓及熟食亭）除了數間安老院舍，商戶就僅有：7-11便利店、百佳超級市場、藥房 、「生活。鮮」迷你街市、西醫診所、士多、茶餐廳連麵包店，各一間；匯豐易通財櫃員機、中銀香港銀通櫃員機，各一部。

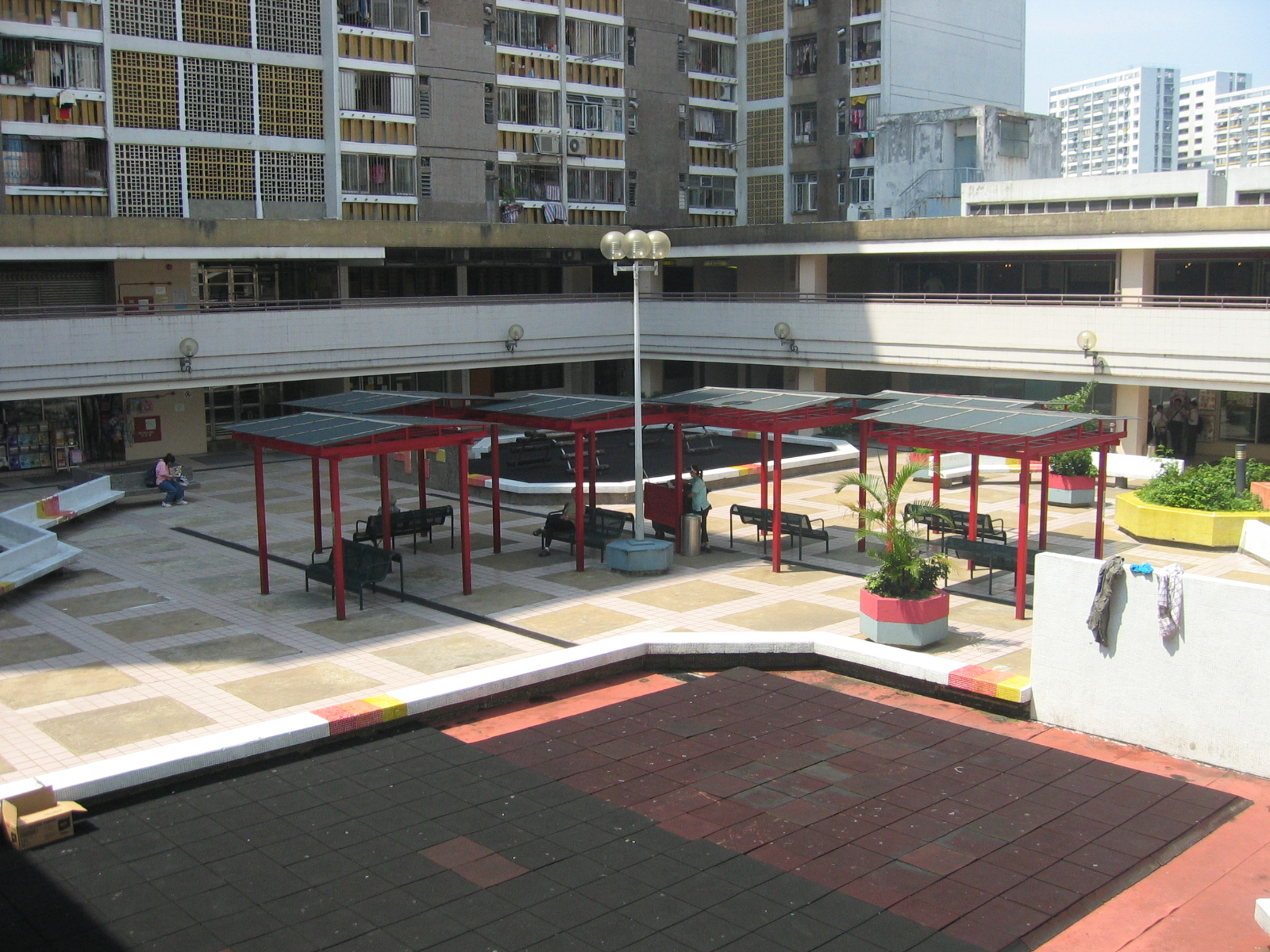
2006年的新田圍商場連休憩空間。2019年中，休憩空間和鄰近街市一併關閉及拆卸，至今僅休憩空間改建成籃球場，原商場及街市位置未知發展用途及方向。
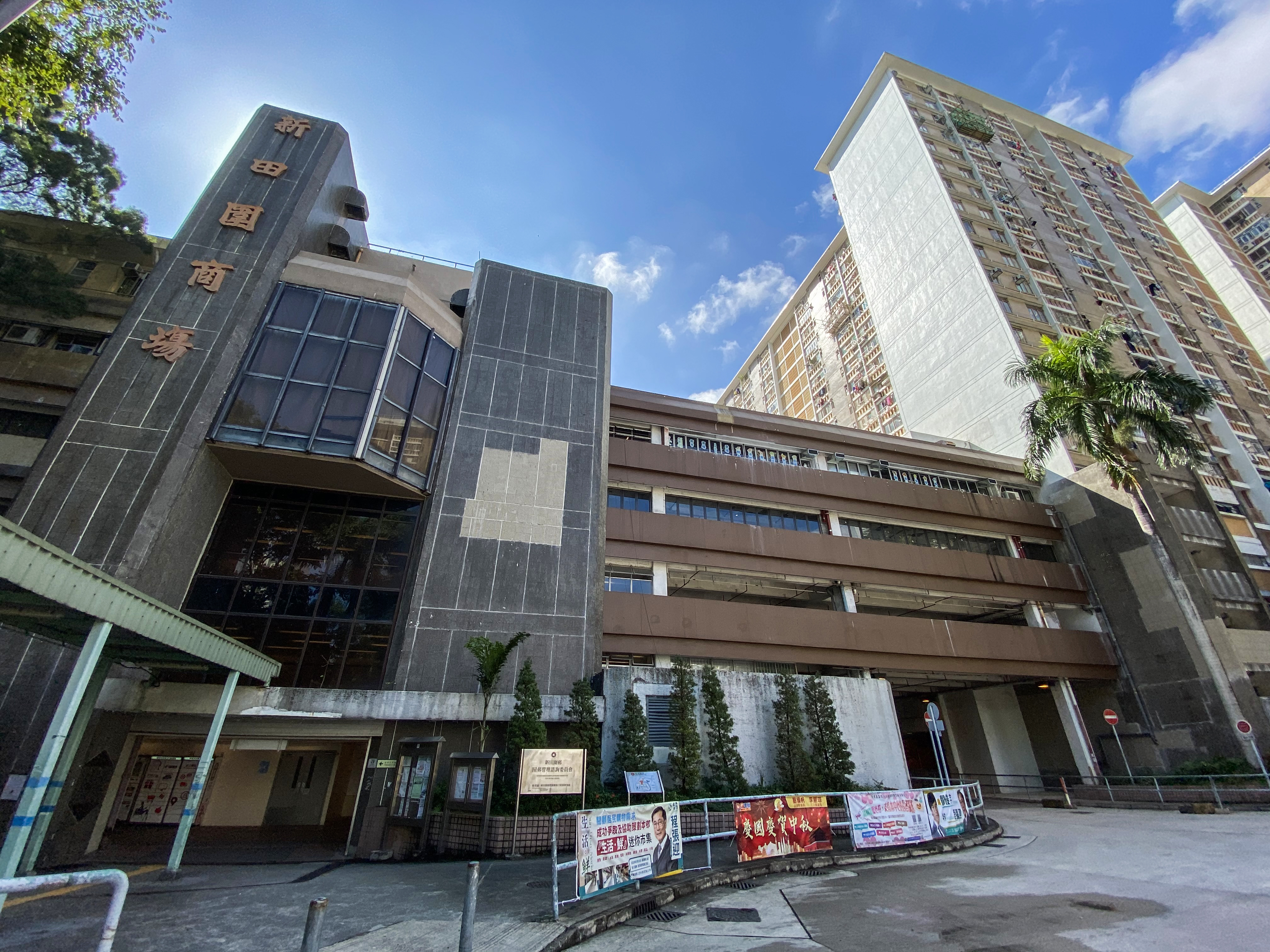
商場外貌（2020年）
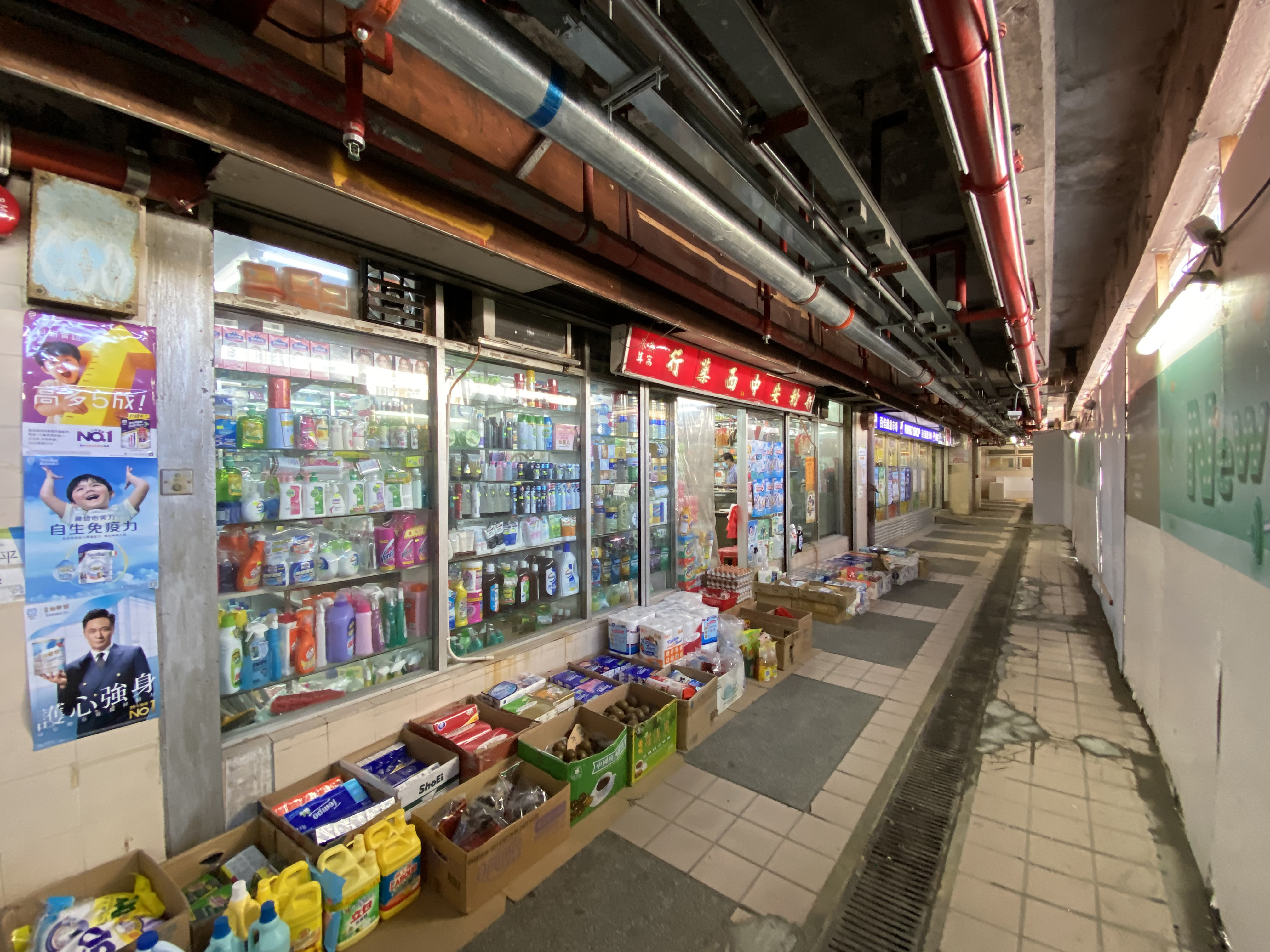
商場4樓（2020年）
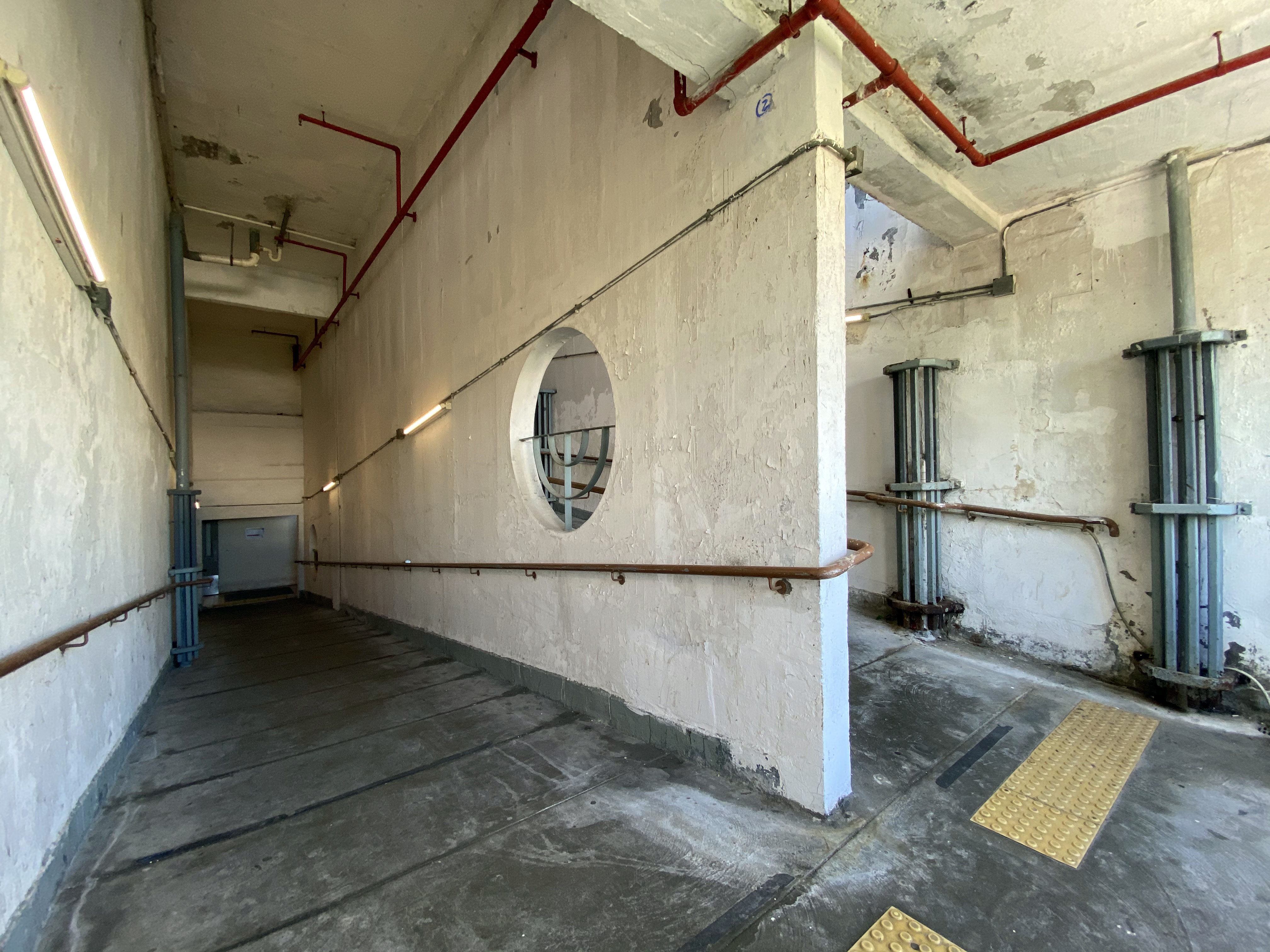
商場設斜道通往不同樓層
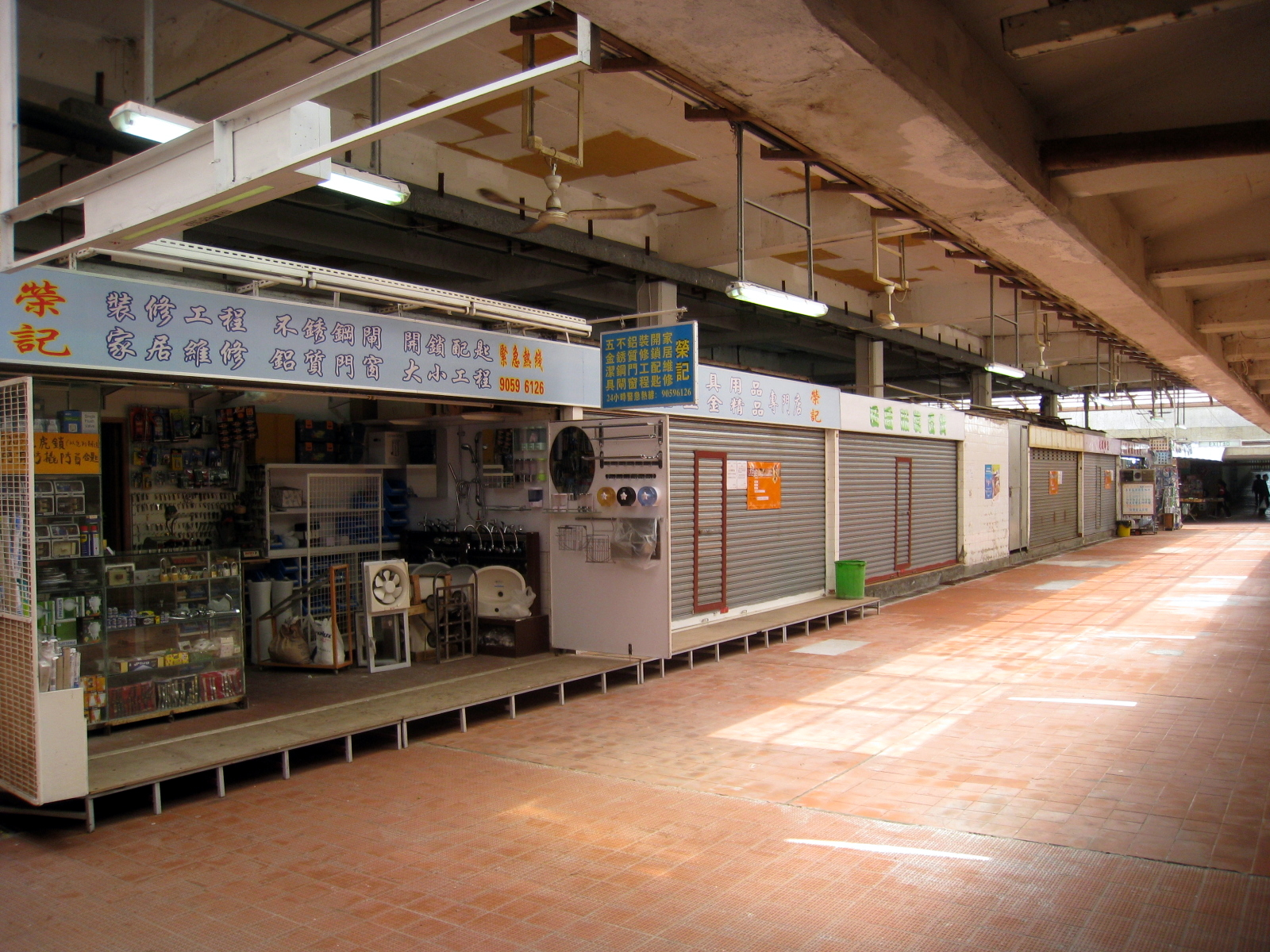
2009年的新田圍街市，空置率高達八成。
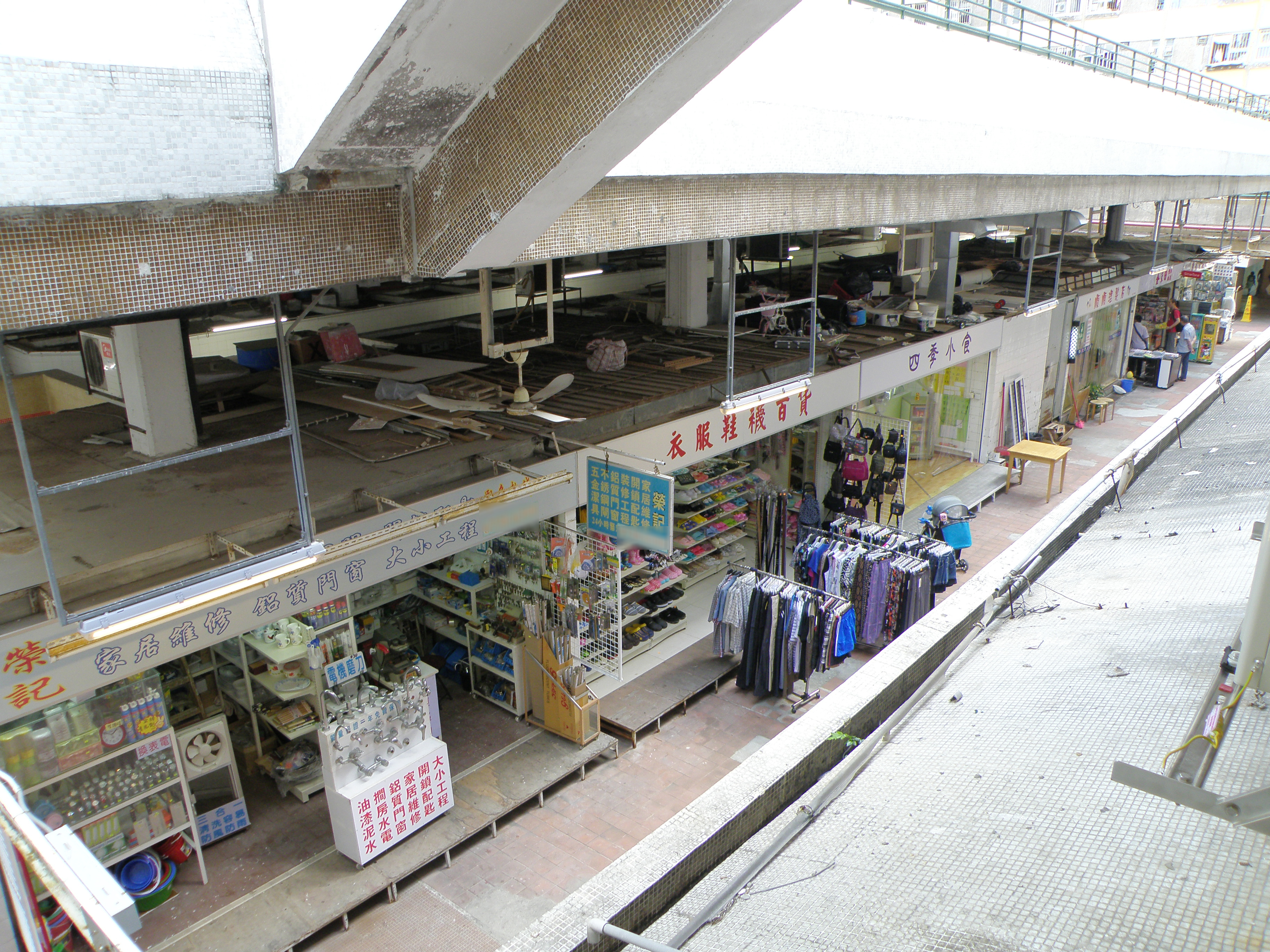
2015年的新田圍街市，部份舖位已有商戶。
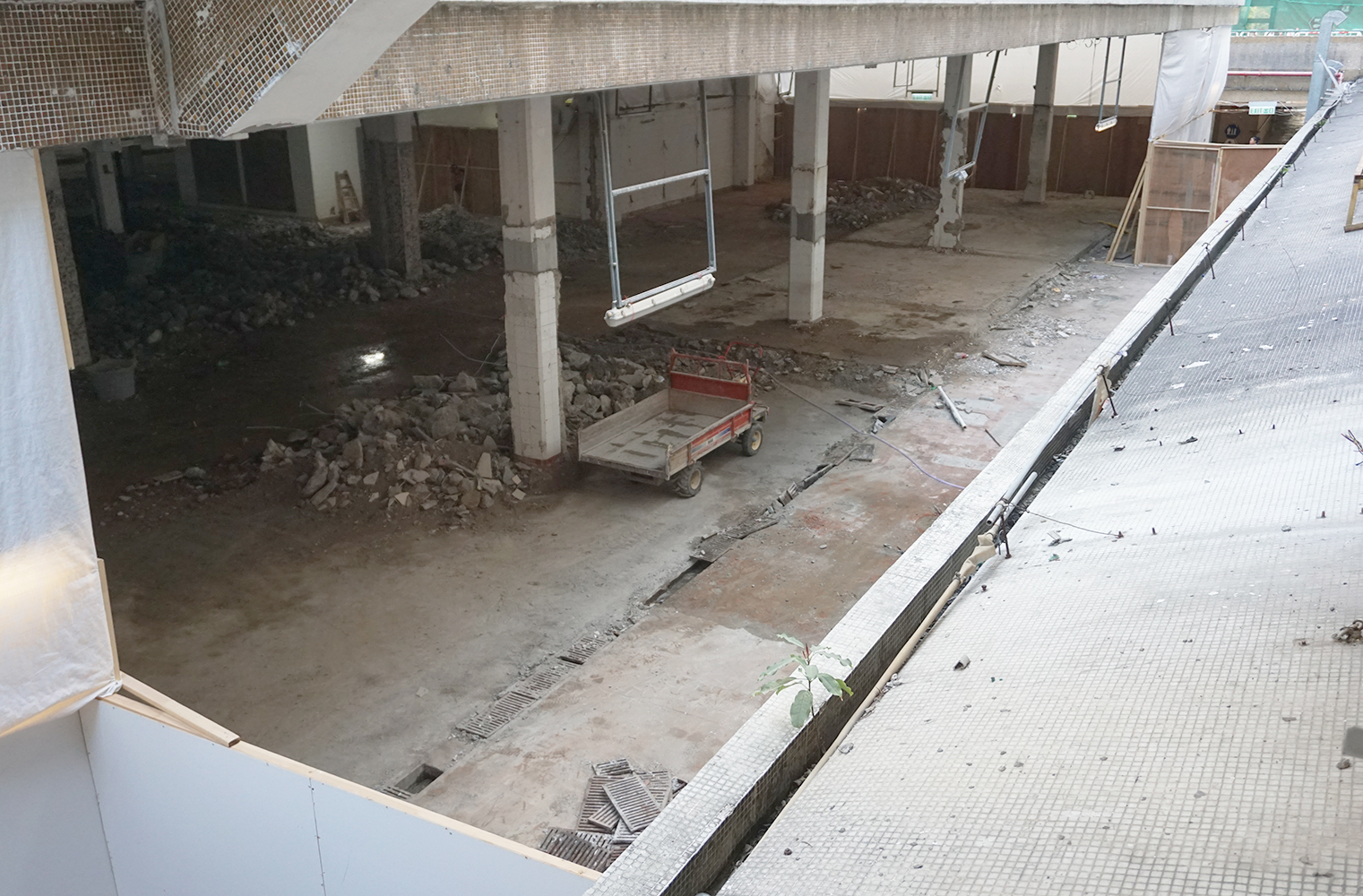
2019年的新田圍街市，拆卸完畢。

## 教育設施
邨內有中學及小學各一所，分別為沙田循道衛理中學和沙田官立小學。

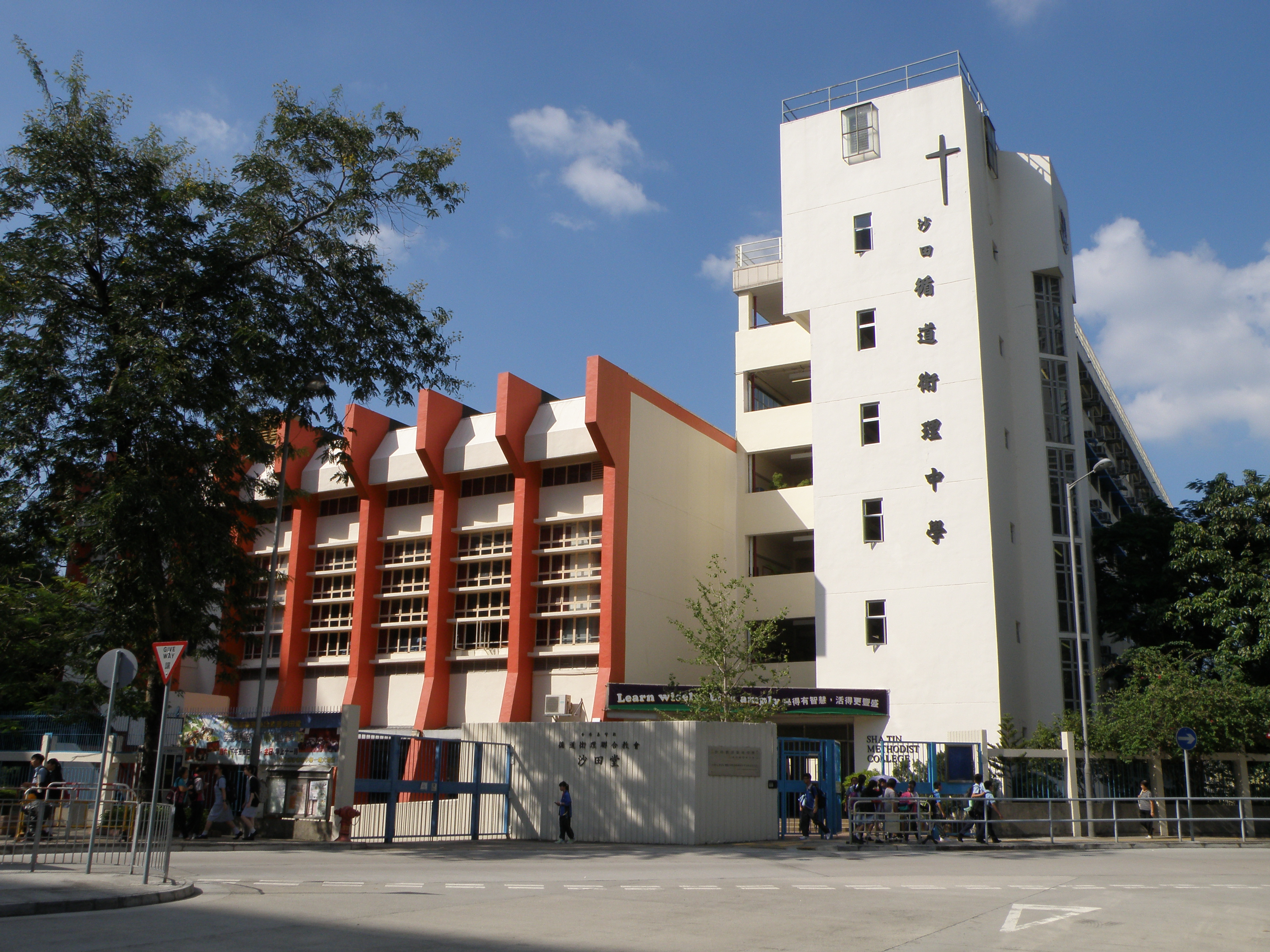
沙田循道衛理中學
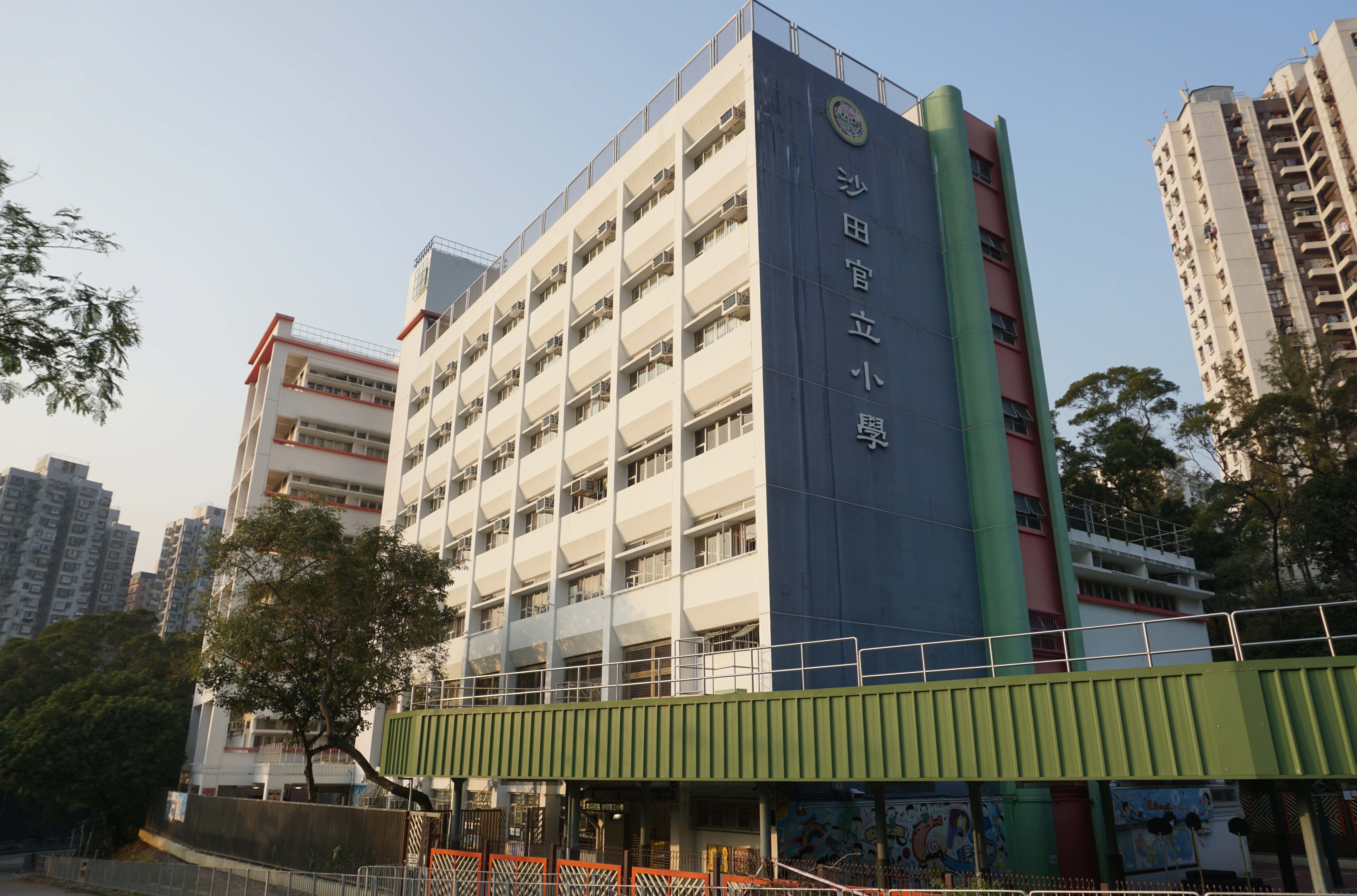
沙田官立小學

## 著名住客
- 方健儀：前無線新聞主播及記者，資深傳媒人，曾住在富圍樓5樓一個單位，已於1991年遷出。[註 2]
- 劉翁：香港攝影師及藝人
- 朱振國：前警員，2005年執勤時遇刺而癱瘓成植物人。
- 徐楊少英：曾在1981年接受無綫新聞記者劉慧卿訪問，講述深水埗李鄭屋徙置大廈居民苦況，訪問播出後一週，即獲房屋署調遷往本邨，此段往事在40年後無綫電視節目尋人記中播出。

## 交通

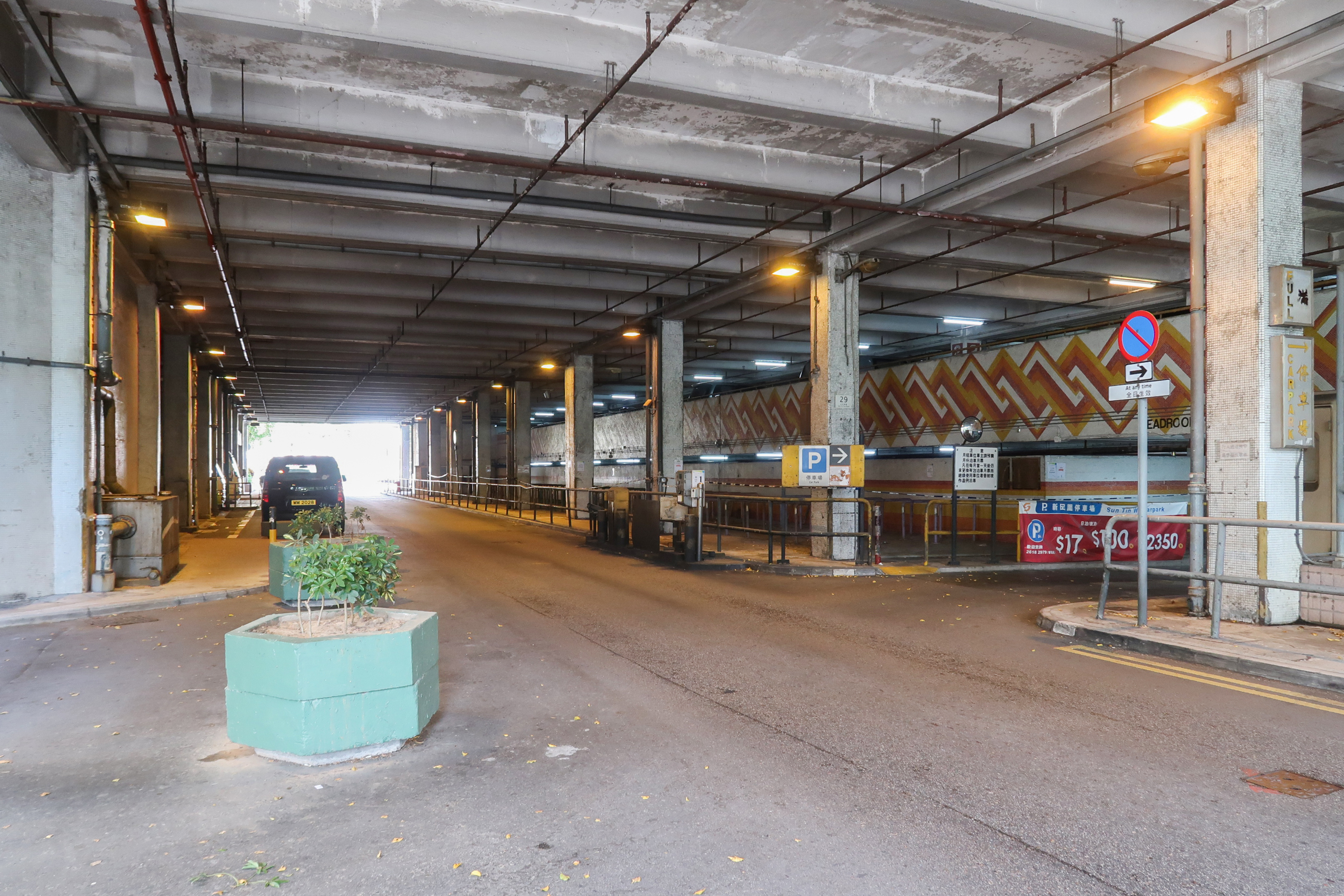
汽車車道和商場停車場入口

此邨的全日公共交通服務，全由九巴提供，亦有附近行人天橋抵達小巴路線（只限深夜服務）於獅子山隧道公路途經此邨。此邨是沙田區內公共屋邨：
1. 唯一無全日小巴服務（僅設通宵服務）、
2. 唯一無過海巴士路線、
3. 四條無全日城門隧道巴士路線（下稱「城隧線」）的公共屋邨（僅星期一至六上午繁忙時間，有4班或2班從本邨開出，不設回程）（另三屋邨為美田邨、碩門邨及駿洋邨，唯前者及後者均設繁時雙向服務，駿洋邨在不遠處的山尾街，則有全日小巴城隧線481）

此邨雖然毗鄰有大量巴士路線途經的獅子山隧道公路（下稱「獅隧公路」），獅隧公路旁亦設有巴士分站，但途經獅隧公路的巴士路線，絕大多數一是經紅梅谷路上落而不經此邨，一是經沙田路上落，經此邨但過站不停，結果只有6條全日巴士路線會服務此邨。而且這些路線的九龍方向，在上午繁忙時間抵達該巴士站時，往往已站滿了乘客，基本上難以登車。又而且，這6條巴士路線均班次疏落，其中74A，全日60分鐘一班；A42，大多數時段60分鐘一班；85A及86C，大多數時段25或30分鐘一班；86及89，大多數時段20或25分鐘一班。該巴士分站提供來往九龍黃大仙至觀塘、九龍城、石深長荔美、機場及港珠澳大橋、沙田其他區域和大埔的路線。
此邨的公共交通單薄，普遍不能滿足需求，居民出入乘車，很多情況下，都不能的單靠邨內的公共交通服務，須搭乘邨內的巴士路線（通常是281或282）到秦石邨、沙田市中心或大圍等地，或步行10至15分鐘僻靜長命斜山路到秦石邨，才可得到合適的公共交通服務。一些因走線迂迴、班次疏落，而在區內其它屋邨已近乎無人問津的九巴路線（例如82K），在此邨卻成為重要路線，此邨居民亦成為這些路線的重要客源。
而且，此邨還多次因沙田區有新交通設施投入服務，但因此邨位置偏僻而無法受惠，卻要承受公共交通服務削減之苦。亦多次因巴士路線改動而失去原有服務，又不獲替代服務補償。
早在1984年8月5日，九巴開辦來往新田圍邨及荃灣碼頭的48A，但不足兩個月，同年9月30日，48A便撤出此邨，亦無對此邨提供替代服務，此舉間接使此邨日後無城隧線服務。同時，此邨獅隧公路旁的巴士站，有來往禾輋邨及荃灣碼頭的九巴48途經，所以當時此邨尚有來往荃灣葵涌的巴士服務。
過海巴士線170開辦初期，會於此邨獅隧公路旁的巴士站停站。但1987年4月起，170改經車公廟路，不再途經前述巴士站，亦無替代服務，此邨從此失去過海巴士線。
1990年4月20日，城門隧道通車，九巴把來往沙田及荃灣葵青的巴士路線重組，改經城隧，48因而停辦。同時沙田區所有公共屋邨，均獲最少一條城隧線服務，唯獨此邨無。使此邨完全失去來往荃灣葵涌的巴士服務。
可見此邨曾先後被削減來往港島及荃灣葵涌的巴士線，且不獲替代服務補償。
2004年12月21日，馬鞍山鐵路（現港鐵屯馬綫大圍至烏溪沙段）投入服務，因為此邨遠離鐵路站，結果該鐵路不單不能改善此邨的交通，反而更因該鐵路通車，使邨內的部份巴士路線削減班次。
2000年代中期，原有的2條邨巴路線（僅限平日早上繁忙時間服務，分別由此邨前往尖沙咀及中環），先後停辦。
2008年3月21日，青沙公路連同尖山隧道及沙田嶺隧道正式通車。約2013年開始，九巴陸續對沙田區路線進行重組，同時開辦青沙公路巴士路線（下稱「青沙線」），但所有青沙線皆不服務此邨；但隨著多條青沙線陸續投入服務，卻使此邨的部份既有巴士服務遭削減。例如2015年1 月24日，青沙線280X開辦，雖然此線並不服務此邨，但卻因此令服務此邨的80M削減班次及280P停辦。又例如原本乘搭此邨的81K或81M轉乘87A，可獲八達通轉乘優惠，2014年8月23日，87A轉為青沙線287X，乘搭81K或81M轉乘287X，卻不獲轉乘優惠。至2018年6月下旬，280X及287X開辦了3年半及接近4年，九巴才設立282轉乘280X及287X的八達通轉乘優惠。
2014年12月6日，九巴86C改經獅隧公路，但卻不在此邨獅隧公路旁的巴士分站停站。經時任當區區議員程張迎多番爭取，接近3年後，2017年9月4日，九巴才終於安排86C來回程增停此邨旁位於獅隧公路的巴士站。
自1990年4月20日，九巴48停辦，此邨完全失去來往荃灣葵涌的巴士服務逾27年後，2017年下半年，時任當區區議員程張迎，在競爭對手提出此問題下，方才提出多番爭取。2018年12月3日，終令城隧線47X增設由新田圍開往葵涌的小量上午繁忙時間單向特別班次（星期一至五各4班、星期六2班，公眾假期不設服務，僅限新田圍邨往葵涌方向），以嘗試成效，方便居民來往城隧轉車站轉乘其他往荃灣、葵涌、青衣及新界西北的路線。
港鐵屯馬綫及東鐵綫過海延綫，已分別於2021年6月27日及2022年5月15日全綫通車，此邨仍不能受惠，反而此邨的巴士路線，卻再度削減班次。
2021年10月11日起，來往此邨及九龍塘站的281M，削減至僅限平日來回各一班車，由來往大圍站的新線281代替；此亦意味着新田圍總站只剩餘一條來往九龍的全日路線，即87B。
2024年2月18日起，80M削減至僅限平日兩回各兩班車。
2024年10月21日起，281M停辦。
2025年8月4日起，80M停辦。
可見繼馬鞍山鐵路及青沙公路後，此邨再度因不能受惠的新交通設施，而遭削減現有交通服務，其交通不便問題更為惡化。
- 獅子山隧道公路的九巴及龍運路線（5條路線全日服務，1條路線僅限深夜服務）：74A（60分鐘一班）、85A（大多數時段25或30分鐘一班）、86（大多數時段20或25分鐘一班）、86C（大多數時段30分鐘一班）、89（大多數時段20或25分鐘一班）、A42（大多數時段60分鐘一班）、N271（僅限深夜服務）
- 獅子山隧道公路的小巴路線（4條路線僅限深夜服務）：61S、65S、501S、616S （僅限落馬洲管制站方向）、紅色小巴觀塘至落馬洲線
- 邨內的巴士站的九巴路線（5條路線全日服務、1條路線僅限星期一至六上午繁忙時間單向服務、1條路線僅限星期一至五繁忙時間單向服務）：47X （僅限上午繁忙時間及新田圍邨往葵盛（東）方向，星期一至五每天4班、星期六2班，公眾假期不設服務）、80X（僅限上午繁忙時間及新田圍邨往觀塘碼頭方向，星期一至五每天2班、星期六及公眾假期不設服務）、81K、82K（25至40分鐘一班）、87B、281、282 （全邨客量最高的巴士路線）

### 九巴八達通轉乘優惠
在以下九巴或龍運路線轉乘，可獲八達通轉乘優惠。
282或81K轉乘47A、47X、48P、48X、49P、49X、81、81S、88、89、249X、281B、W3。
281轉乘46S、46X、80、81C、85、86A、87B、89B、249X、281B、286X、287P、287X。
81K轉乘81C、85、86、288、288A、288B、299X、900。
282轉乘81C（只限尖沙咀東（麼地道）方向）、280X、287P、287X。
74A、85A、86、86C、87B、89轉乘途經獅子山隧道的九巴路線。
任何九巴路線，轉乘任何龍運A線。

## 事件
- 2022年4月24日凌晨2時25分，豐圍樓19樓發生縱火案，造成6人受傷送院，其中兩人危殆，警方在場拘捕一名57歲男子，並在該處居往超過10年。消息指疑犯情緒低落，燃燒報紙企圖自殺，並燒着門外雜物引發火警。警方同時搜獲兩把生果刀，以涉嫌縱火及藏有攻擊性武器將他拘捕。事件中需要疏散400名住客。[17]數日後，其中一名危殆的28歲男子傷重不治。[18]